# 개미

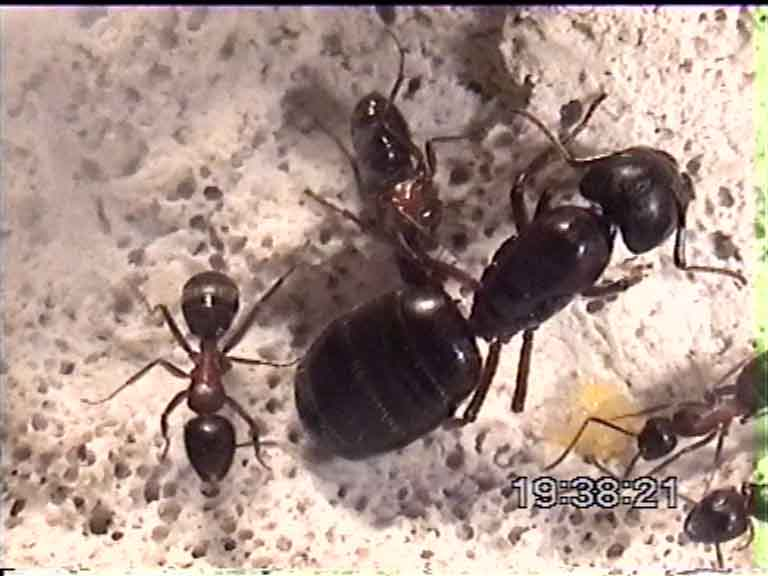
여왕개미.

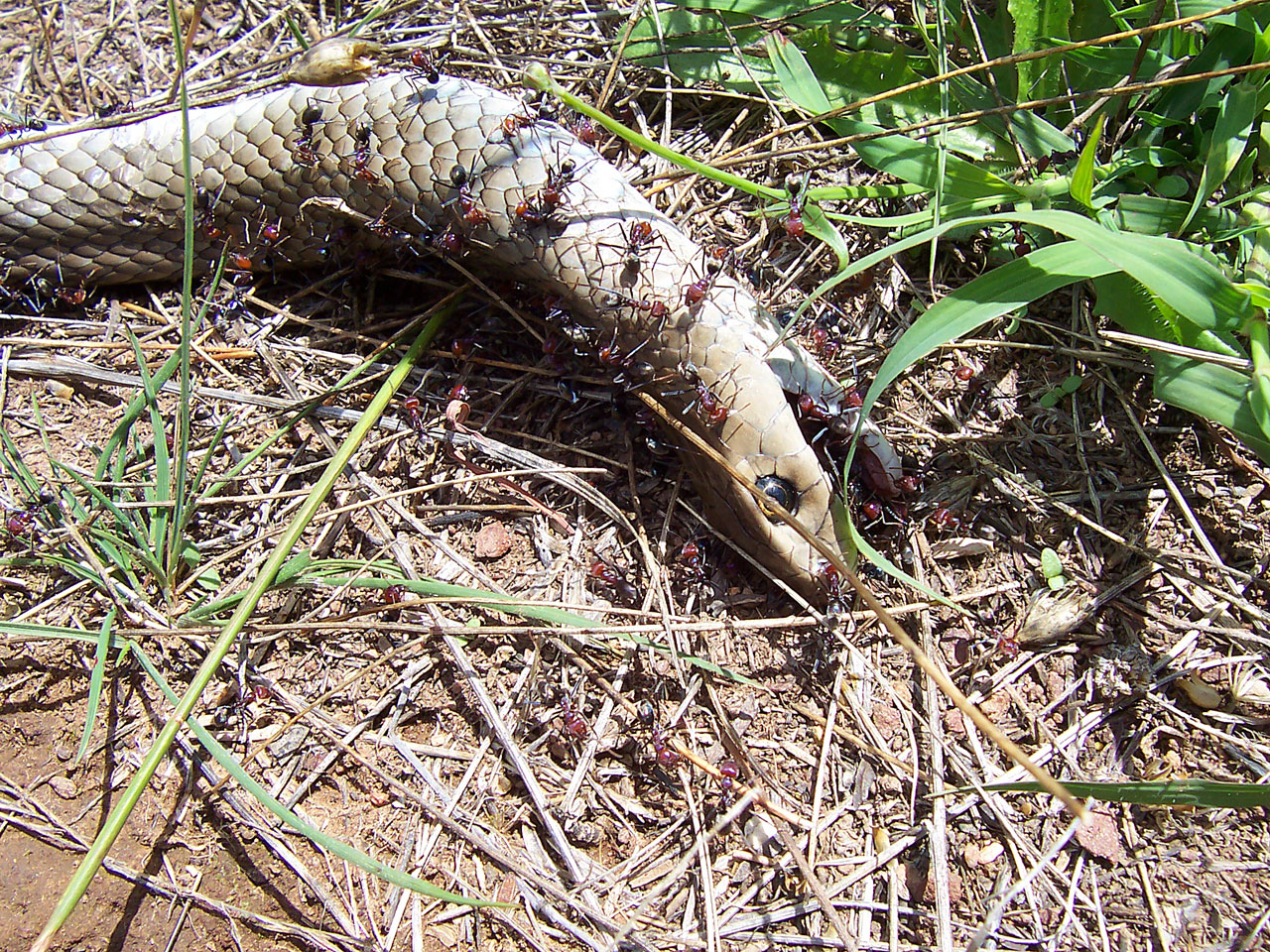
뱀의 시체를 처리하고 있는 개미떼.

개미는 개밋과에 속하는 진사회성 곤충의 총칭으로, 말벌상과, 벌과 더불어 벌목에 속한다. 개미는 1억 1천만여 년에서 1억 3천만여 년 전 백악기 중반에 꿀벌과 비슷한 조상에서 진화하여, 속씨식물이 등장한 이후 분화하였다. 오늘날에는 12,000~14,000 여 종의 개미가 생존하고 있는 것으로 추산된다.
한국에는 137종의 개미가 서식하고 있다. 그리고 지구에서 개미의 수는 약 50경마리에서 1000경 마리이다. 개미는 구부러진 더듬이나 가는 허리의 마디 모양으로 쉽게 구별할 수 있다. 개미는 군체를 이루어 사는데, 수십 마리 규모로 작은 구멍에 사는 포식성 개미 군체가 있는가 하면 넓은 지역에 수백만 개체를 보유한 거대 군체도 있어 그 규모가 다양하다. 큰 군체는 불임성의 날개 없는 암컷 개미 대다수가 일개미나 병정개미 혹은 여타 분업 집단 등의 계급을 이루며, 그 밖에 임성이 있는 수개미와 하나 이상의 여왕개미로 구성되어 있다. 진딧물과 공생관계이다. 개미 군체를 종종 초개체로 설명하기도 하는데, 개미는 군체 전체를 위해 협동하며 단일한 개체처럼 움직이는 것으로 보이기 때문이다.
개미는 지구의 지배자다. 토착종 개미가 없는 지역은 남극 대륙이나 몇몇 멀고 황량한 섬뿐이다. 개미는 대부분의 생태계에서 번성하며, 지표의 생물체량 중 55~85%를 점하는 것으로 보인다. 개미는 사회적인 조직과 더불어 서식지를 변화시키고 자원을 개발하며, 자신을 방어하는 능력 덕분에 번성할 수 있었다. 개미는 오랫동안 다른 종과 공진화(共進化)하면서 의태, 편리공생, 기생, 상리공생 관계를 이루었다.
개미 사회는 개체끼리 분업하고 의사소통하며, 복잡한 문제를 해결할 줄 안다. 이런 점이 인간 사회와 비슷하여 개미 사회는 오랫동안 인간의 관심을 받았으며, 개미 연구의 주제가 되었다.
여러 인간 문화에서 개미는 음식으로 쓰거나, 성인식에 이용하기도 했다. 어떤 개미종은 생물적 방제에 이용되기도 한다. 그러나 개미의 자원 소모 능력 때문에 건물에 침입하는 등 인간과 갈등을 일으키기도 한다. 붉은불개미와 같은 일부 종은 침입종으로 여겨지는데, 이들은 우연히 다른 곳에서 도입되어 타지에 정착한다.

## 분류와 진화

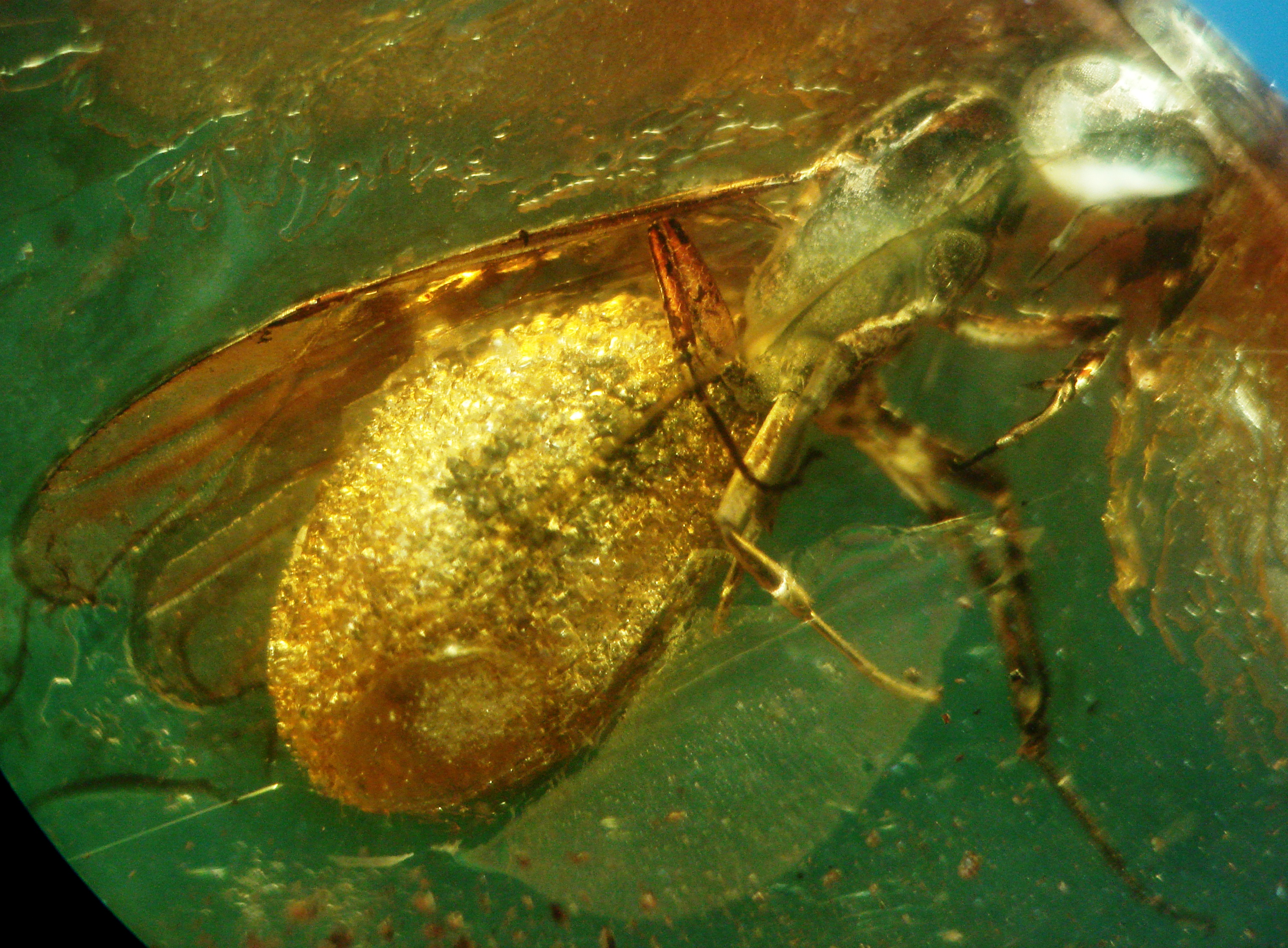
호박 속에 화석화된 개미.

개미과는 벌목에 속하며, 벌목에는 잎벌상과, 꿀벌상과, 말벌상과 등의 세 가지 상과가 속해 있다. 개미는 꿀벌상과 계통에서 진화하였다. 계통 연구에 의하면 개미는 1억 3천만에서 1억 1천만여 년 전, 백악기 중반에 출현한 것으로 보인다. 1억여 년 전에 속씨식물이 발달하면서 개미는 분화하여 6천만여 년 전부터 생태계에서 지배권을 차지했다. 1966년 E.O. 윌슨과 동료들은 백악기에 살던 개미 화석 스페코미르마 프레이(Sphecomyrma freyi)를 발견하였다. 이 화석은 8천만여 년 전에 호박에 묻혀서 보존된 것으로, 침개미의 특성을 모두 가지고 있다. 스페코미르마는 아마 지표에서 돌아다니던 포식곤충이였던 것으로 보이나, 어떤 사람은 렙타닐리네아과(Leptanillinae)와 마르티알리네아과(Martialinae)같은 군체를 근거로 원시 개미는 땅 밑에 사는 포식성 곤충이었으리라고 주장한다.
백악기에 몇몇 원시 개미는 로라시아 초대륙(북반구)에 넓게 분포하고 있었다. 원시개미는 다른 곤충에 비해 수가 적었으며, 곤충 개체수의 약 1%에 불과했다. 개미는 제3기 초의 적응방산이후 우세종이 되었다. 올리고세와 마이오세에 개미는 화석으로 발견되는 전체 곤충 개체수의 20~40%를 점하게 되었다. 에오세에 살던 개미종 가운데서 10개 속(屬) 중 하나는 현존하고 있다. 오늘날 생존하고 있는 속은 발트해의 호박 화석(올리고세 초기)에서 발견된 속의 56%를 차지하며, 도미니카 공화국의 호박 화석(마이오세 초기)의 종 중 92%에 해당한다.
흰개미는 개미가 아니며, 바퀴목에 속한다. 흰개미는 사실 사마귀나 바퀴벌레와 더 관련이 깊다. 개미와 흰개미 모두 수렴진화로 진사회성(眞社會性, eusociality)을 띄고 있다. 개미벌(Velvet Ant Bee)은 큰 개미처럼 보이지만 사실 날개 없는 암컷이다.

## 분포
| 지역                 | 종 개수 |
| -------------------- | ------- |
| 신열대구(남아메리카) | 2162    |
| 신북구(북아메리카)   | 580     |
| 유럽                 | 180     |
| 아프리카             | 2500    |
| 아시아               | 2080    |
| 멜라네시아           | 275     |
| 오스트레일리아       | 985     |
| 폴리네시아           | 42      |

개미는 남극 외에 모든 대륙에서 찾아볼 수 있으며, 그린란드, 아이슬란드, 폴리네시아 제도 일부 지역, 하와이 제도에는 토착 개미종이 없다. 개미는 광범위한 생태적 지위를 점하고 있으며, 직간접적으로 초식, 포식 혹은 시체 처리를 하며 다양한 먹이 자원을 취할 수 있다. 개미종 대부분은 잡식성이나 그렇지 않은 종도 약간 있다. 개미의 생태 점유 정도는 생물체량을 통해 측정할 수 있는데, 여러 환경에서 개미는 지표의 모든 동물 생물체량의 15~20%(열대 지역에는 평균 약 25%)를 차지하며, 이는 척추동물의 비중을 뛰어넘는 것이다.
개미의 크기는 0.75mm에서 5.2cm에 이르기까지 다양하다. 개미의 색깔도 가지각색인데, 대부분 붉은색, 검은색이며 녹색은 이보다 적다. 일부 열대종은 금속처럼 광이 난다. 12,000종 이상의 개미종이 현재 알려져 있으며,(14,000종 이상으로 잡기도 한다) 열대 지역에서 종류가 가장 다양하다. 분류학에서는 개미의 분류와 체계를 계속 바꾸고 있다. 앤트베이스(AntBase)나 벌목 명칭 서버(Hymenoptera Name Server) 등 온라인 개미종 데이터베이스에서는 지금까지 알려지거나 새로 들어온 종을 찾는 데 도움을 주고 있다. 개미는 생태계에서 표본으로 잡아 연구하기가 비교적 쉽기 때문에 생물다양성 연구에서 지표생물(indicator species)로 유용하다.

## 개미의 종류
개미는 약 10,000종 이상이 있다. 곤충학자들은 개미를 몸의 형태에 따라 8~9무리로 분류한다. 그러나 개미는 생활 방식에 따라 분류할 수도 있다. 개미는 생활 방식에 따라 군대 개미, 노예사냥개미, 수확개미, 목축개미, 꿀개미, 균류개미, 황소개미, 식물개미, 나무개미 아홉 무리로 나뉠 수 있다.

### 군대개미
사나운 사냥꾼이다. 대부분의 종들은 긴 행렬로 땅을 가로질러 여행하나, 일부 종들은 땅속의 굴을 이동하면서 사냥한다. 군대개미는 주로 다른 곤충과 거미를 잡아먹고 산다. 그러나 어떤 경우에는 빨리 도망치지 못하는 큰 동물을 잡아먹기도 한다.
군대개미의 집단은 대부분 수만에서 수백만 마리로 구성된다.땅 위에서 사는 군대개미는 영구적인 집을 만들지 않는다. 쉴 때에는 떼 지어서 함께 붙어 있는데, 나뭇가지에 매달려 있거나, 속이 빈 통나무 속에 있거나, 다른 적당한 장소에 있는다. 이때 여왕개미와 알, 애벌레는 떼지은 무리의 안쪽에 있다.

### 노예사냥개미
다른 개미의 집을 공격하여 번데기를 빼앗아 온다. 이 번데기에서 자라나온 개미는 노예사냥개미의 집을 자신의 집으로 알고 집단의 일을 돕는다.

### 수확개미
식물의 씨를 모아 집에 저장한다. 따라서 먹이를 항상 여유 있게 가지고 있다. 일부 수확개미는 식물의 꽃, 열매뿐만 아니라 곤충도 먹는다. 수확개미는 남극을 제외한 모든 대륙에서 산다. 몇 종은 6만~9만 마리의 큰 집단을 이룬다.

### 목축개미
주로 단물이라고 하는 달콤한 액체를 먹고 산다. 진딧물 등에서 단물을 얻는 대신 이들을 보호하며, 적당한 가지에 옮겨준다. 목축개미는 남극을 제외한 모든 곳에 살고 있다.

### 꿀단지개미
식물이나 곤충에서 단물을 모아 집에 저장한다. 꿀개미의 일개미 중에는 살아 있는 꿀통의 역할을 하는 꿀단지개미가 있다. 단물을 모은 일개미들은 집으로 돌아와 동료인 꿀단지개미에게 먹인다. 꿀단지개미는 단물을 저장하는 팽복부가 부풀어올라 걸을 수 없게 된다. 이들은 집에 거꾸로 매달려 있다가 동료들이 더듬이로 두드리면 약간의 단물을 토해낸다. 꿀개미는 전 세계의 건조하고 따뜻한 지역에 산다.

### 균류개미
집에서 곰팡이, 효모 등 다양한 균류를 기른다. 균류는 개미가 먹는 영양물을 만들어낸다. 젊은 여왕개미는 결혼비행을 떠날 때, 작은 균류 덩어리를 가지고 간다. 여왕개미는 집을 만든 뒤에 가지고 간 균류를 키운다. 균류개미는 열대지역에 가장 많다.

### 황소개미
오스트레일리아 누벨칼레도니에만 사는 가장 원시적인 개미로 행동 양식이 아주 단순하다. 황소개미는 일개미의 몸길이가 약 3.5cm나 되는, 현존하는 개미 중 가장 큰 종류로 포함되어 있다.

### 식물개미
'개미애인'이라는 식물들과 서로 도우면서 산다. 식물개미는 대부분 열대지역에 살며, 식물과 특별한 공생 관계를 이루고 있다. 식물은 개미에게 집터를 제공하는데, 꽃꿀을 먹이로 제공하는 경우도 있다. 개미는 집과 먹이에 대한 보답으로 식물을 보호한다.

### 나무개미
주로 북반구의 산림지역에 산다. 나뭇가지나 다른 식물 조각으로 큰 둑이 있는 집을 만든다. 그 둑은 집의 온도와 습도를 조절할 수 있게 한다. 새로 짝짓기한 여왕개미는 날아가서 새로운 집을 만들거나 원래의 집단으로 돌아온다. 날아간 여왕개미는 다른 종의 집에 침입하여 새로운 집단을 만든다. 나무개미의 여왕개미가 낳은 알은 원래 있던 일개미들이 기르며, 차츰 나무개미의 일개미들이 일하게 된다. 나무개미는 먹이가 있는 곳까지 땅 위나 나무 위에 페로몬이라는 화학 물질로 길을 표시한다. 나무개미는 침이 없는 대신에 개미산을 뿌려서 적을 쫓아낸다.

## 형태
개미는 팔꿈치(L자) 모양으로 생긴 더듬이와 후늑막분비선(metapleural gland)들과 마치 매듭을 지은 듯한 배자루마디가 두 번째 배 부분에서의 강한 긴축을 지니고 있다는 점에서 다른 곤충과 뚜렷하게 다른 모습을 보인다. 머리, 중절부(mesosoma)와 후절부(metasoma), 배자루마디 뒤쪽에 나온 배 부분, 이렇게 세 부분으로 개미의 몸을 나눈다. 배자루마디(petiole)은 형태에 있어 그것의 중절부(흉부가 첫 번째 배 부분에 추가되어있다)와 배자루마디 뒤쪽의 배 부분(gaster) (배자루마디 안에 있는 배의 부분) 사이에 좁은 허리를 지니고 있다. 배자루마디은 하나 또는 두 개의 매듭들을 지닐 수 있다.(두 번째 배만 있거나, 두 번째와 세 번째 배가 있거나 한다)

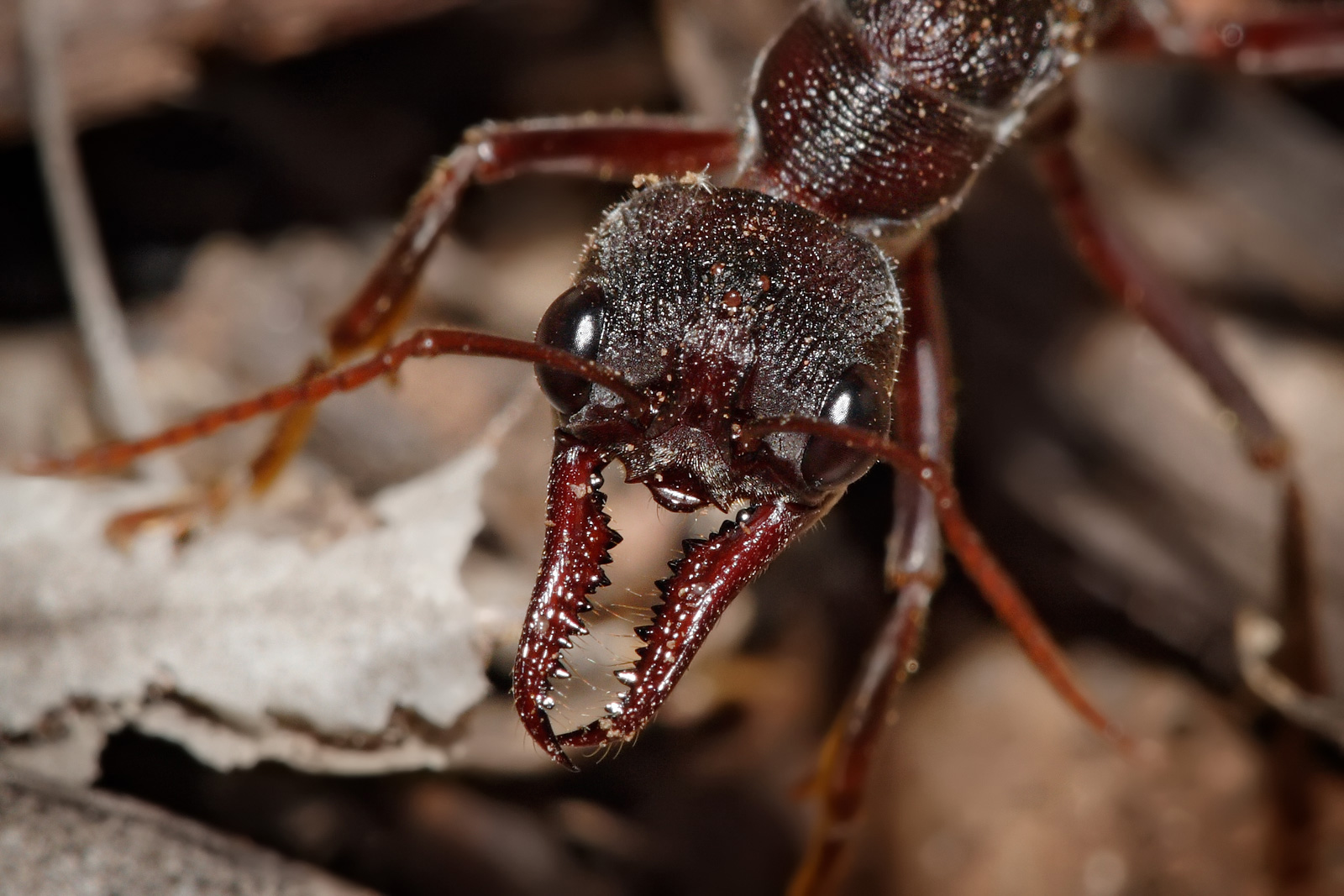
불독 개미(Bull ant)는
강한 턱과
탁월한 시력을 지닌 상대적으로 큰 겹눈들을 보여준다.

다른 곤충처럼, 개미는 외골격과 하나의 몸 전체를 덮어 보호해주는 하나의 외피와 근육에 붙는 점을 갖고 있다. 곤충은 폐가 없어서, 산소와 이산화탄소 같은 기체는 소위 공기구멍이라고 불리는 작은 판막을 따라 그들의 외골격을 지나간다. 또한 곤충은 피를 담아두는 닫힌 혈관이 부족하다. 대신에 그들은 몸의 맨 위쪽을 따라 길고 좁으며 관통되어 있는 관("복대동맥":dorsal aorta라고 불린다)을 지녔고, 그것은 심장과 같은 역할을 하며, 머리에 피림프(haemolymph:무척추 동물의 혈액)를 펌프처럼 퍼올려 주어서 인체 내의 체액을 순환시켜준다. 개미의 신경계는, 다리 끝까지 뻗어 있는 여러 개의 신경절과 가지로 이루어졌으며 몸의 상태를 유지시키는 역할을 하는 배신경(ventral nerve cord)으로 구성된다.

일개미 구조도 (Pachycondyla verenae)

개미 머리에는 많은 감각 기관이 있다. 다른 곤충들처럼, 개미는 작은 렌즈같은 낱눈이 수없이 달려있는 겹눈을 지니고 있다. 개미의 눈은 움직임에 매우 민감하지만, 가만히 있는 것을 볼때 상이 모자이크처럼 흐리다. 몇몇 개미들은 세 개의 작은 홑눈을 머리 꼭대기에 달고 있으며, 홑눈은 빛의 밝기를 파악하는 능력과 극성을 지니고 있다. 척추동물과 비교해보면, 대부분의 개미들은 시력이 좋지 못하며 땅 밑에 사는 종류 중 몇몇은 시력을 완전히 상실하였다. 그러나 오스트레일리아에 있는 불독개미와 같은 일부 개미는 좋은 시력을 지니고 있다. 두 개의 더듬이도 머리에 붙어 있다. 이 기관은 화학 물질을 감지하며 공기의 흐름과 진동을 느낀다. 개미는 자기들 끼리 더듬이를 마주 대면서 신호를 보내거나 받기도 한다. 개미 머리에는 두 개의 큰턱이 있다. 개미는 그 턱을 이용하여 음식을 옮기거나 물체를 움직이게 하고, 또 적에게서 자신을 방어한다. 일부 종류의 개미는 입 안에 작은 주머니(infrabuccal chamber)를 갖고 있다. 그 주머니를 다른 개미나 그들의 애벌레에게 주는 것도 가능하다.
모두 다리가 여섯 개인 절지동물인 곤충에 속하는 개미의 다리는 가슴 중앙에 붙어있다. 각각의 다리 끝에는 갈고리 모양의 발톱이 두개가 있어, 개미는 그것을 이용하여 물체의 표면에 매달리거나 표면을 따라 기어오를 수 있다. 대부분의 여왕개미와 수개미들은 날개를 갖고 있다. 여왕개미는 혼인비행을 한 이후에 날개를 잃어버리며, 눈에 보이는 돌출부가 사라지면 여왕개미로서 구별된 모습을 드러낸다. 일부 종에는 날개 없는 여왕개미와 수개미가 나타나기도 한다.
개미의 후절부에는 생식과 호흡과 배설을 담당하는 중요한 내부 기관들이 있다. 여러 종의 일개미는 알을 낳는 기관이 침으로 변형되어, 그 침을 약탈자를 굴복시키고 자신들의 둥지를 지켜내는 데 사용한다.

### 다형현상

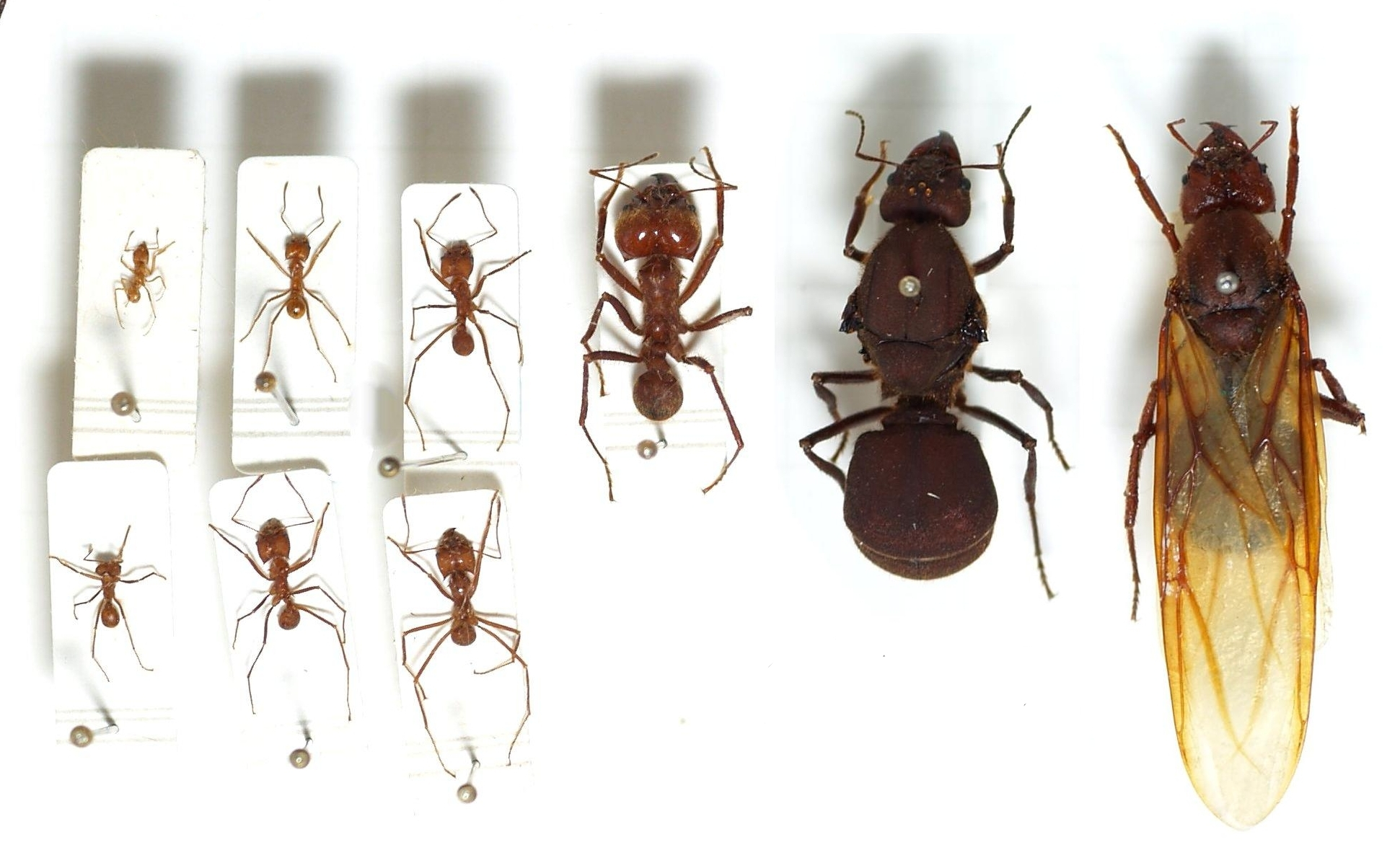
여러 계급에 속한 잎꾼개미의 일개미 일곱마리 (왼쪽)와 두 여왕개미 (오른쪽)

몇몇 종의 개미 군체에서는 일개미(workers) 간의 계급 구성이 존재한다. 계급에 따라 몸의 크기가 다른데, 큰 것, 중간 것, 작은 것으로 나누어 볼 수 있다. 큰 개미들은 몸에 비해 상대적으로 큰 머리를 갖고 있고, 그 머리 크기에 어울리는 큰턱을 지니고 있다. 이렇게 큰 개미들을 때때로 "병정개미"(soldiers)라고 부르기도 한다. 왜냐하면 그들이 지닌 큰 큰턱이 싸움을 하는 데 매우 효과적이기 때문이다. 물론 병정개미도 여전히 일개미이며 그들이 평소에 하는 일은 다른 작은 일개미들과 크게 다르지 않다. 또한 먹이전달자(foragers)개미는 운반능력에 신체크기가 보다 적응적이다. 일부 종류에서는 중간 크기의 일개미가 없으며, 큰 것과 작은 것 사이의 구분이 뚜렷하다. 예를 들어 아프리카의 베짜기 개미는 계급에 따라 별개의 두 가지 크기 분포 체계를 지니고 있다.
 일부 다른 종류의 개미에서는 일개미의 크기가 계속해서 여러 가지로 나타나는 현상이 지속되고 있다. 아시아 약탈 개미(Pheidologeton diversus)의 일개미는 말려서 무게를 재면 가장 큰 개미가 가장 작은 개미보다 500배 무겁다. 일개미는 교미할 짝을 둘 수 없다. 그러나 개미는 혼자서도 알을 낳아 후손을 만들 수 있는 반배수성(haplodiploid sex-determination system) 생물이기 때문에, 일부 종의 일개미는 미수정란을 낳아서 수개미를 키울 수 있다. 일부 종에서 일개미의 역할은 나이에 따라 달라진다. 꿀단지 개미는 젊은 일개미가 배를 가득 채울만큼 먹이를 받아먹고, 살아있는 음식 이동 저장창고의 역할을 한다. 이 음식 저장 개미들은 "충만한 것"으로 불린다. 학자들은 이렇게 형태가 달라지는 다형현상(polyphenism)과 일개미들 간의 행동차이가 서로 다른 발달 경로로 인도하는 영양물이나 호르몬과 같은 환경적인 요인 때문에 생긴다고 추정하고 있다. 그러나 아그로미르멕스 속의 잎꾼개미(Acromyrmex)와 같은 종류에서는 서로 다른 계급에 속한 일개미 사이에서 유전적인 차이가 나타난다. 이러한 다형현상은 상대적으로 작은 유전적 차이에도 나타난다. 붉은불개미(Solenopsis invicta)는 대립유전자가 하나만 달라도, 그 차이가 해당 군체에 여왕개미가 하나일지 아니면 여럿일지를 결정한다. 호주 불독개미의 일종인 잭 점퍼 개미(Myrmecia pilosula)는 오직 염색체 한 쌍만을 갖고 있다. (수개미는 그저 하나의 염색체만 갖고 있는 데 이 종들은 반배수성이다.) 이러한 염색체 숫자는 어떤 동물보다도 적은 것으로, 유전학과 사회성 곤충의 발달 생물학 연구에서 흥미로운 연구 주제이다.

## 성장과 번식

### 성장

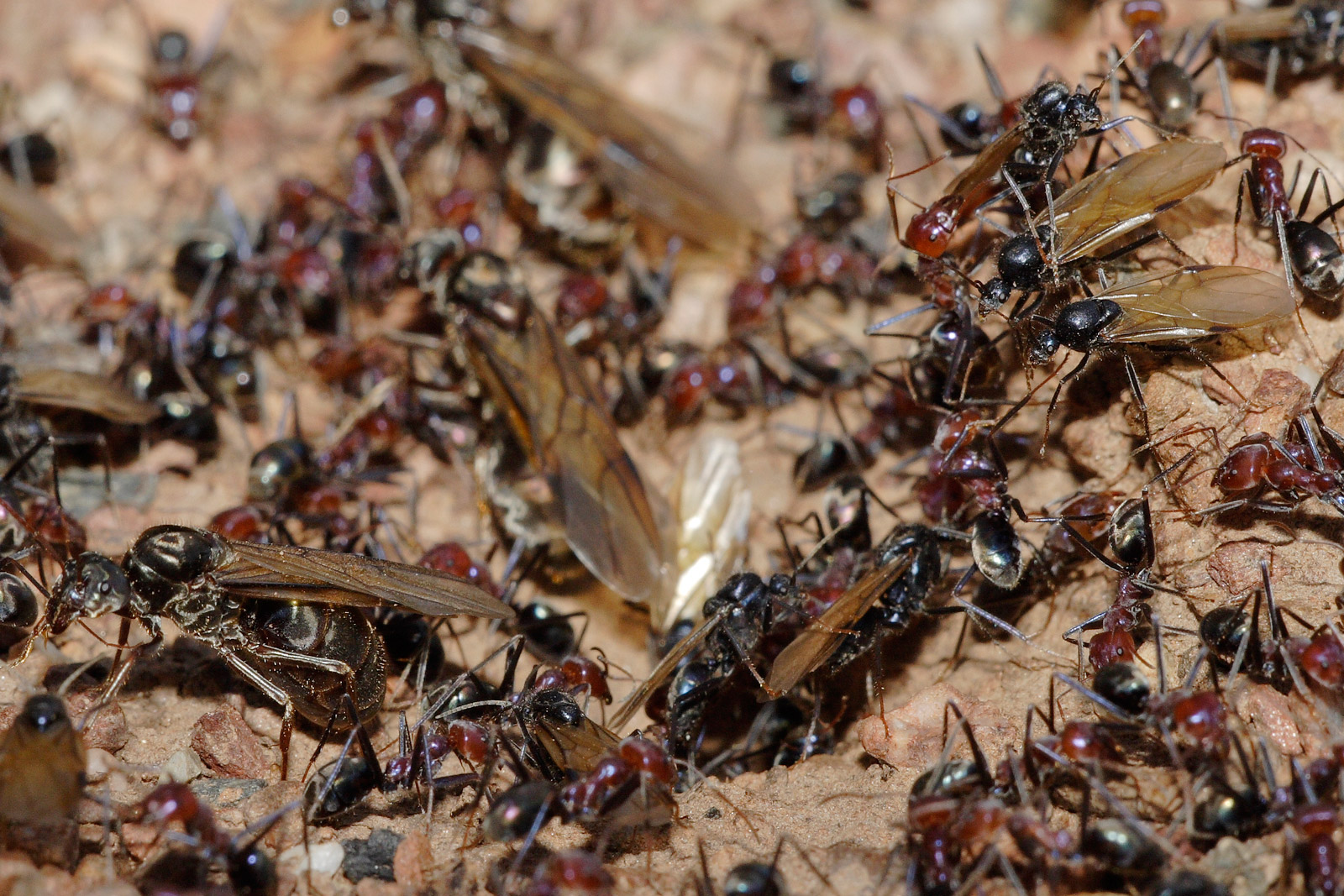
개미들이 모여있는 고기개미의 개미집.

개미는 알에서 자라난다. 난자가 수정하면 암컷(2배체)이나 수컷(반수체)이 된다. 개미는 유충에서 번데기를 거쳐 성충이 되는 완전 변태(complete metamorphosis)를 통해 자란다. 애벌레는 거의 움직이지 않으며 일개미가 먹이고 돌본다. 일개미는 모이주머니 속에 저장해둔 액체 먹이를 토해내는 방식(trophallaxis)으로 애벌레에 먹이를 준다. 이것은 개미 성충끼리도 '사회적 위'에 저장된 먹이를 서로 나누어줄 수 있는 방법이다. 애벌레는 Trophic egg나 척후 개미가 주어온 먹이감 조각과 씨앗같은 고체 먹이를 먹기도 하며, 어떤 종은 잡아온 먹이를 바로 갖다주기도 한다. 유충은 몇 번 허물을 벗으며 자라 번데기가 된다. 번데기에는 부속물이 없으며 나비 번데기처럼 몸에 붙어있지 않다. 애벌레가 섭취하는 영양분에 따라 여왕개미와 일개미(모두 암컷이다) 그리고 계급 구분이 결정된다. 애벌레와 번데기는 제대로 성장하려면 적절한 주변 온도를 유지해야 하는데, 그래서 종종 군체 안의 여러 부화실로 위치를 옮긴다.
새 일개미는 성충이 되어 첫 며칠동안 여왕개미와 어린 개미를 돌본다. 그 다음에 땅을 파거나 여러 개미집의 일을 하며, 나중에는 개미집을 지키거나 먹이를 찾아 나서게 된다. 이런 변화는 때론 매우 급작스럽게 이루어지기도 하며, 임시 계급이라 불리기도 한다. 이 과정에 대한 어떤 설명에 따르면, 먹이를 찾는 일은 매우 위험하기 때문에 나이가 들어 곧 자연사할 개미에게만 이런 일을 맡긴다고 한다.
개미 군체는 오래 유지된다. 여왕개미는 30년 이상 살 수도 있으며, 일개미는 1~3년 정도 산다. 그러나 수컷은 수명이 몇 주에 불과하다. 여왕개미는 비슷한 크기의 혼자 사는 동물보다 100배 오래 사는 것으로 추정된다.

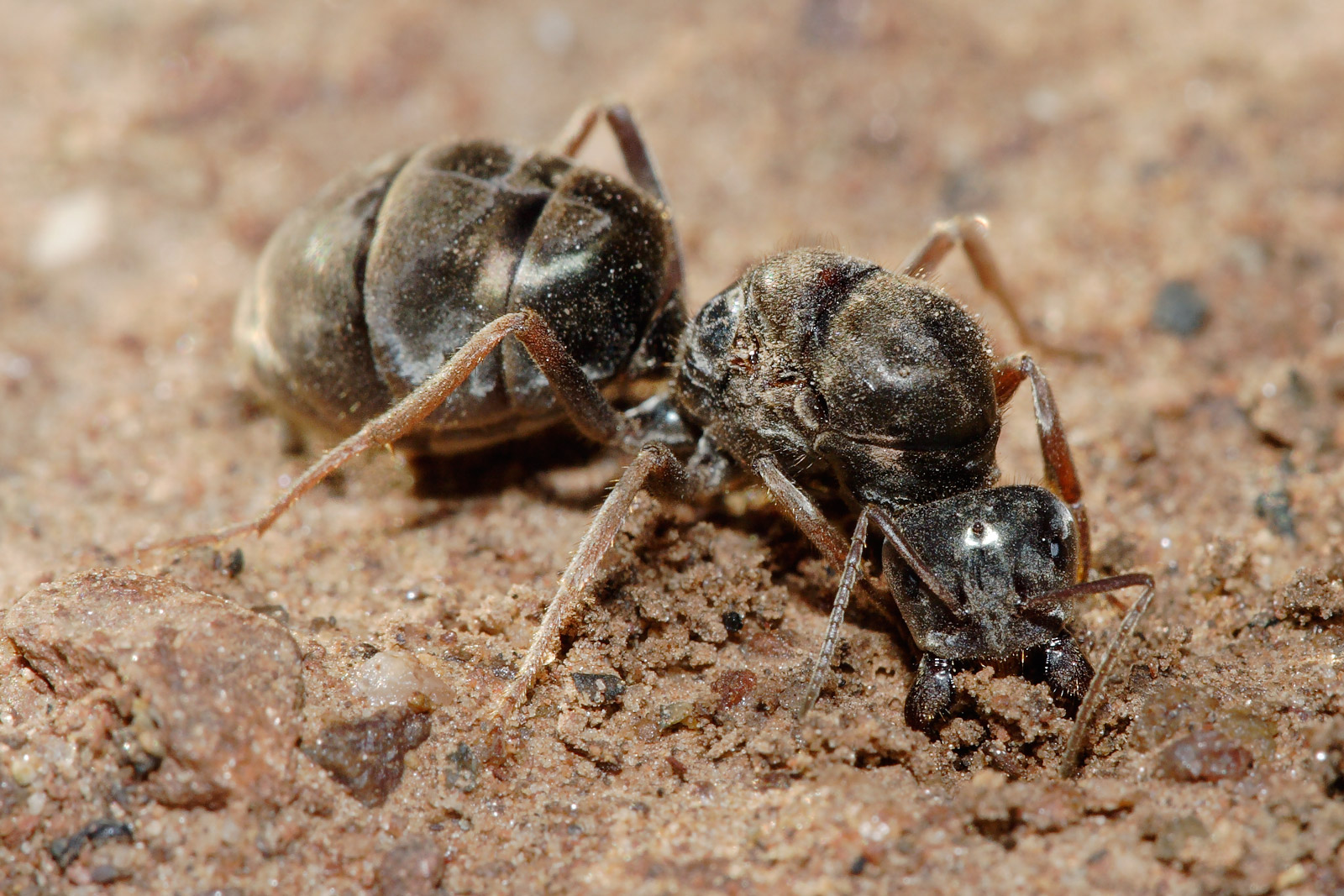
교미를 마친 고기개미 여왕개미가 군체를 만들기 위해 땅을 판다.

### 번식
개미종 대부분은 여왕개미와 번식을 할 암컷개미만 임성(姙性)이 있다. 통념과 달리 어떤 개미집에는 여왕개미가 여러 마리가 있으며, 여왕개미 없이 사는 개미도 있다. 생식 능력이 있는 일개미를 우위자(gamergate)라고 하고 여왕개미가 없는 군체는 우위 군체(gamergate colony)라고 하며 여왕개미가 있는 군체는 queen-right라고 부른다. 날개 달린 수개미(drone)는 임성 암개미와 더불어 번데기에서 자라는데(군대개미같은 종에선 여왕개미에 날개가 없다), 먹기와 짝짓기 외엔 아무 일도 하지 않는다. 짧은 번식기 동안 군체의 여왕개미 외에 번식 능력이 있는 개미는 밖으로 보내져 다른 군체의 번식능력이 있는 개미와 짝짓기를 한다. 그리하여 날개 달린 모든 암수 개미는 혼인 비행을 한다. 짝짓기는 비행 상태에서 이루어지며, 비행이 끝나고 곧 수개미는 죽는다. 일부 개미종의 암컷은 여러 수개미와 교미하기도 한다. 짝짓기를 한 암컷은 그런 다음 군체를 세우기 적절한 땅을 찾는다. 그곳에서 암개미는 날개를 떼어내고 알을 낳아 돌본다. 암컷은 혼인 비행에서 얻은 정자를 저장하여 알을 부화할 때 쓴다. 처음 알을 깐 일개미는 나중에 나오는 일개미보다 약하고 덩치도 작지만 나오자마자 바로 일을 시작한다. 이들이 군체를 키우고 먹이를 구하며, 다른 알을 돌본다. 이런 식으로 개미종 대부분이 새 군체를 이룬다. 여왕개미가 여러 마리인 군체는 꿀벌 무리와 비슷하게 여왕개미 하나가 일개미 몇몇을 데리고 나와 새 군체를 형성하기도 한다.개미종에 따라 다양한 번식 전략이 있다. 암컷나기 단위생식(thelytokous parthenogenesis)으로 암컷이 무성 생식을 할 수 있는 종도 많으며, 미코케푸루스 스미티이(Mycocepurus smithii)는 모두가 암컷이라고 한다.
열대 지역의 개미는 일년 내내 활동하지만, 추운 지역에는 겨울잠 상태로 겨울을 나기도 한다. 겨울잠의 형태는 다양한데, 어떤 온대종은 휴면상태가 되는 애벌레도 있으며 성충이 활동을 줄인 상태로 겨울을 보내는 종도 있다.

### 혼인 비행
혼인 비행은 크게 두 가지 종류로 나눌 수 있다. 첫번째는 ‘female-calling syndrome’으로 날개가 없고 일개미와 비슷한 형태를 가진 암개미가 개미집과 멀지 않은 장소에서 성 페로몬을 방출해 날개가 있는 수컷을 불러 모운다. 이런 형태를 띠는 종들은 개미집의 크기가 작으며(20마리에서 1000마리 정도의 일개미), 상대적으로 생식개미들을 적게 생산한다. 또한 암컷들은 한번 짝짓기를 하는 경향이 있다.
두번째는 'male-aggregation syndrome'으로 흔히 널리 알려진 결혼비행의 종류에 해당한다. 이는 많은 개미집에서 온 숫개미들이 특정한 장소에 모여 있으면 날개를 가진 암개미들이 그 안으로 들어와 짝짓기를 한다. 이러한 형태를 띠는 종들은 개미집의 크기가 크고(1000마리에서 1000,000마리정도의 일개미), 여러번 수정이 된다.
전 세계적으로 종마다 혼인 비행(결혼 비행) 시기와 방식은 제각기 다르지만, 한국과 중국, 일본 등지에선 거의 비슷한 시기에 이루어진다. 결혼비행은 이르면 4월부터 11월까지 일어나는데, 종마다 다르다. 늦봄과 초여름철(4~6월)에는 일본왕개미(Camponotus japonicus)나 짱구개미(Messor aciculatus), 갈색발왕개미(Camponotus kiusiuensis), 한국홍가슴개미(Camponotus atrox), 스미스개미(Paratrechina flavipes)가 결혼비행을 하고, 초여름부터 여름철(6~8월) 사이에서는 곰개미(Formica japonica), 주름개미(Tetramorium caespitum), 고동털개미(Lasius japonicus), 숲곰개미(Formica hayashi), 불개미(Formica yessensis)등의 개미 종들이 그리고 늦여름이 지난 가을(9월~11월)에는 황개미(Lasius flavus), 가시개미(Polyrhachis lamellidens), 일본침개미(Pachycondyla javana), 노랑꼬리치레개미(Crematogaster osakensis), 사쿠라개미(Paratrechina sakurae) 등의 종들이 막바지의 혼인 비행을 진행한다.

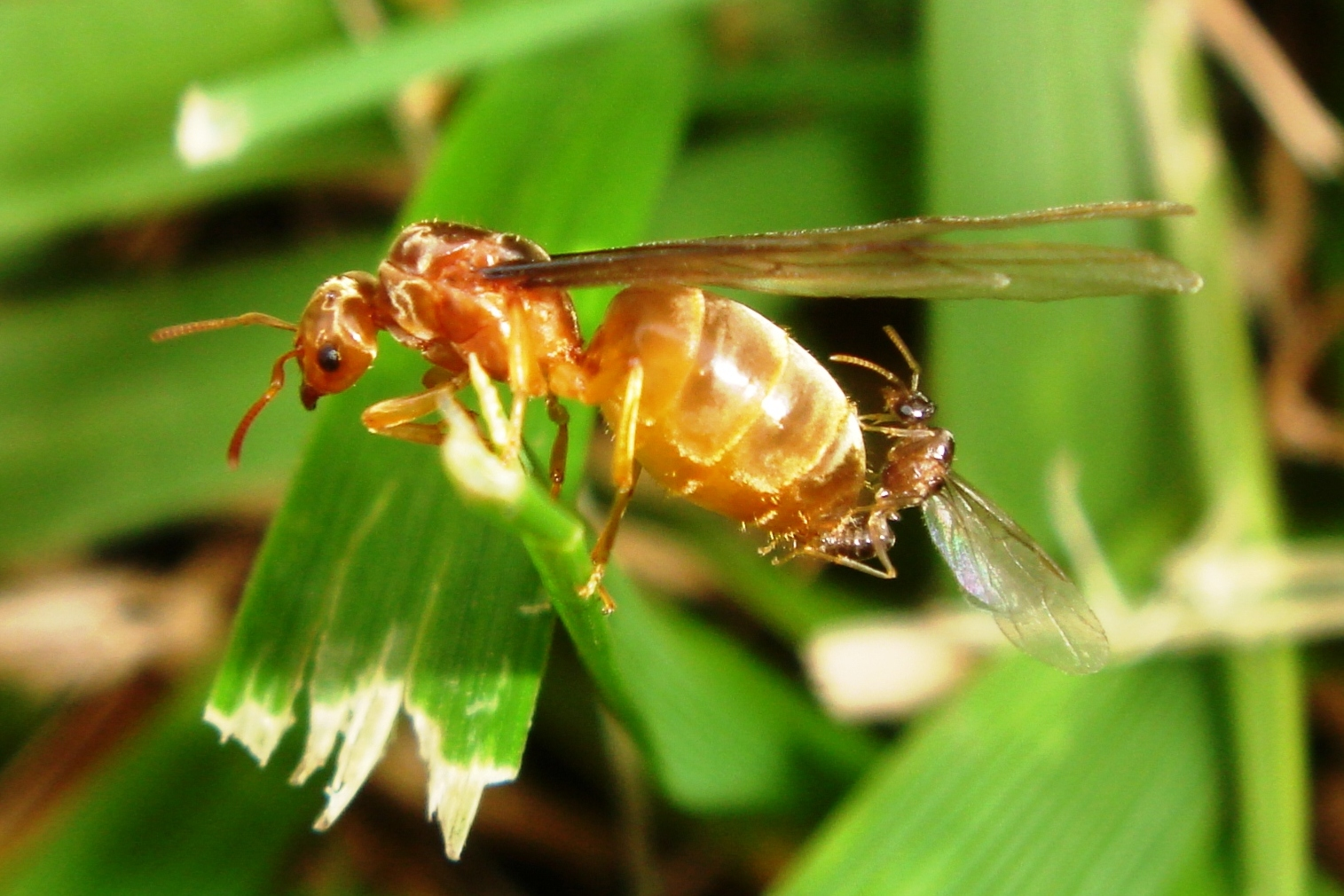
개미의 짝짓기.

## 행동과 생태

### 의사 소통

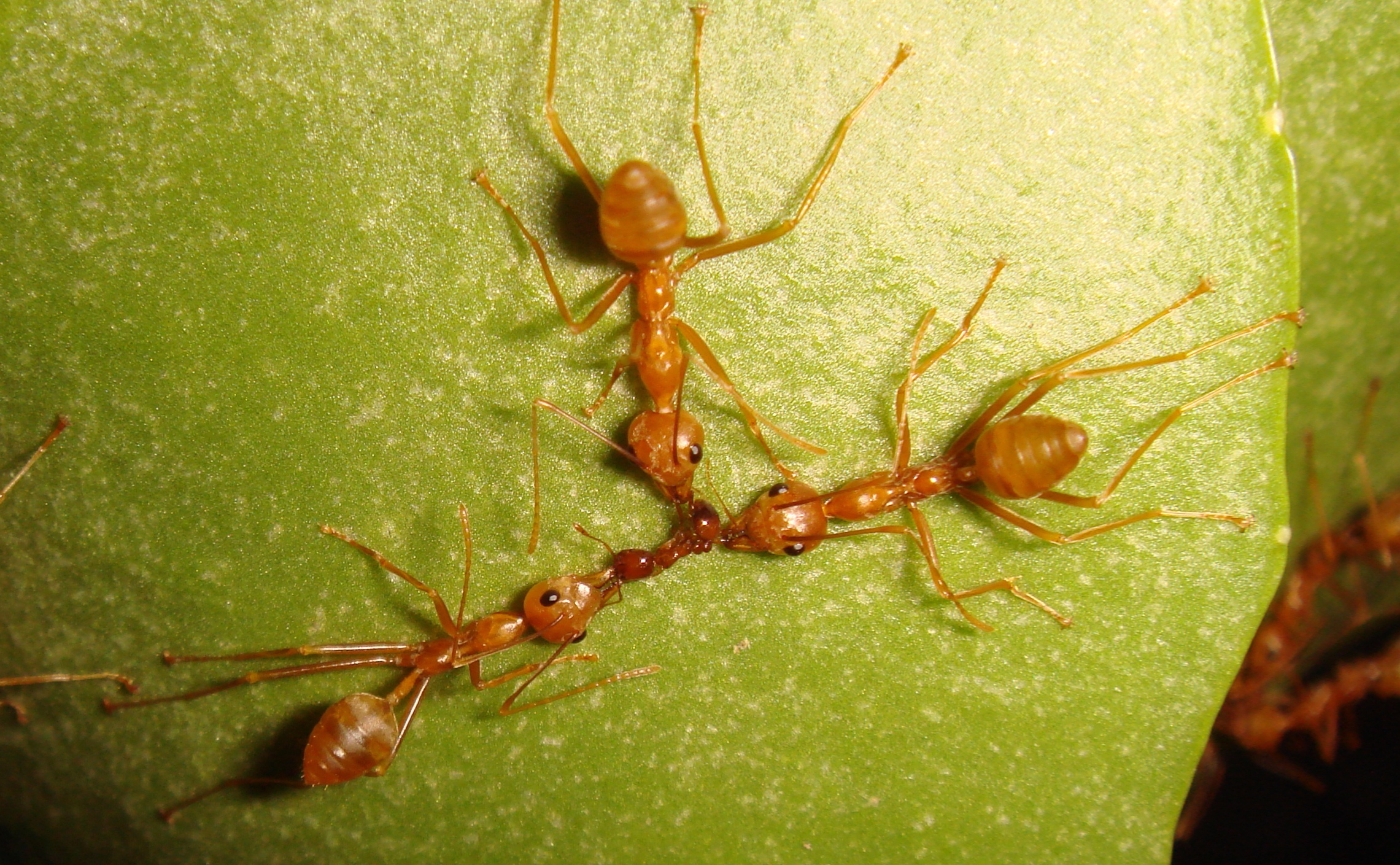
베짜기개미가 붉은개미 한 마리를 자르려고 협동하고 있다.

개미는 페로몬으로 서로 소통한다. 개미의 화학 신호는 다른 벌목 곤충보다 훨씬 발달하였다. 다른 곤충과 마찬가지로 개미는 길고 가늘며 움직일 수 있는 더듬이로 냄새를 맡는다. 더듬이 한 짝에서 냄새의 강도나 방향에 대한 정보를 전할 수 있다. 개미 대부분이 땅에 살고 있으므로 지표에 페로몬으로 길을 남겨 다른 개미들이 따라올 수 있게끔 한다. 무리지어 정찰하는 종 중에서는 먹이를 찾는 척후 개미는 먹이감에서 개미집 방향으로 흔적을 표시한다. 다른 개미들이 이 흔적을 따라가며, 이들이 먹이를 들고 집에 돌아올 때마다 냄새길을 더욱 보강한다. 그 곳 먹이가 다 없어지면 돌아오는 개미가 표시를 하여, 냄새는 천천히 사라진다. 이런 행동은 개미가 환경 변화에 적응하는 데 도움이 된다. 가령 먹이감과 이어진 냄새길이 장애물로 막히면 척후 개미는 길을 벗어나 새로운 통로를 찾는다. 한 개미가 새 길을 찾으면, 개미는 돌아오면서 지름길을 냄새로 표시하는 것이다. 좋은 길로 개미들이 몰리게 되어, 지름길의 냄새는 강해지고 점차 최선의 통로를 찾는다.
개미는 냄새길말고 다른 데에도 페로몬을 쓴다. 개미를 눌러 으깨면 경보 페로몬이 나와 주변 개미에게 공격 신호를 보내며, 먼 곳에서 다른 개미들을 부른다. 어떤 개미 종은 "선전 페로몬"을 써서 적 개미를 혼란시키고 자기들끼리 서로 싸우게끔 하기도 한다. 페로몬은 뒤푸르샘, 독샘 또는 후장(hindgut), 미절(pygidium), 직장(rectum), 가슴판(sternum), 뒤쪽 경절(hind tibia)의 분비샘 등 여러 기관에서 나온다. 페로몬은 또한 먹이에 섞이기도 하고 개미들 사이에 정보를 교환하는 데에 이용되기도 한다. 이를 통해 다른 개미가 타 군체에 속하는 작업 집단(가령 먹이를 찾거나 개미집을 건사하는)을 알아낼 수 있다. 여왕개미 계급이 있는 개미 종에서는 지배자 여왕개미가 특정한 페로몬 분비를 멈추면 일개미들이 군체의 새로운 여왕 개미를 추대하게 된다.
어떤 종들은 의사소통의 수단으로 복부나 턱으로 마찰음(stridulation) 혹은 타격음(drumming or rapping)을 내기도 한다. 소리는 자기 군체 개미나 다른 종과 소통하기 위해 쓰이는 것으로 추정된다.
또한 촉각으로 의사소통을 하기도 하는데 이는 페로몬을 통한 화학적인 의사소통보다는 정보량이 적다. 또한 그 기능 또한 제한적이다. 하지만 몇몇 종에서는 의사소통에서 페로몬과 함께 소집(recruitment)의 역할을 하기도 하며, 특히 영양교환(trophallaxis)을 촉발시키는 역할을 한다.

### 방어

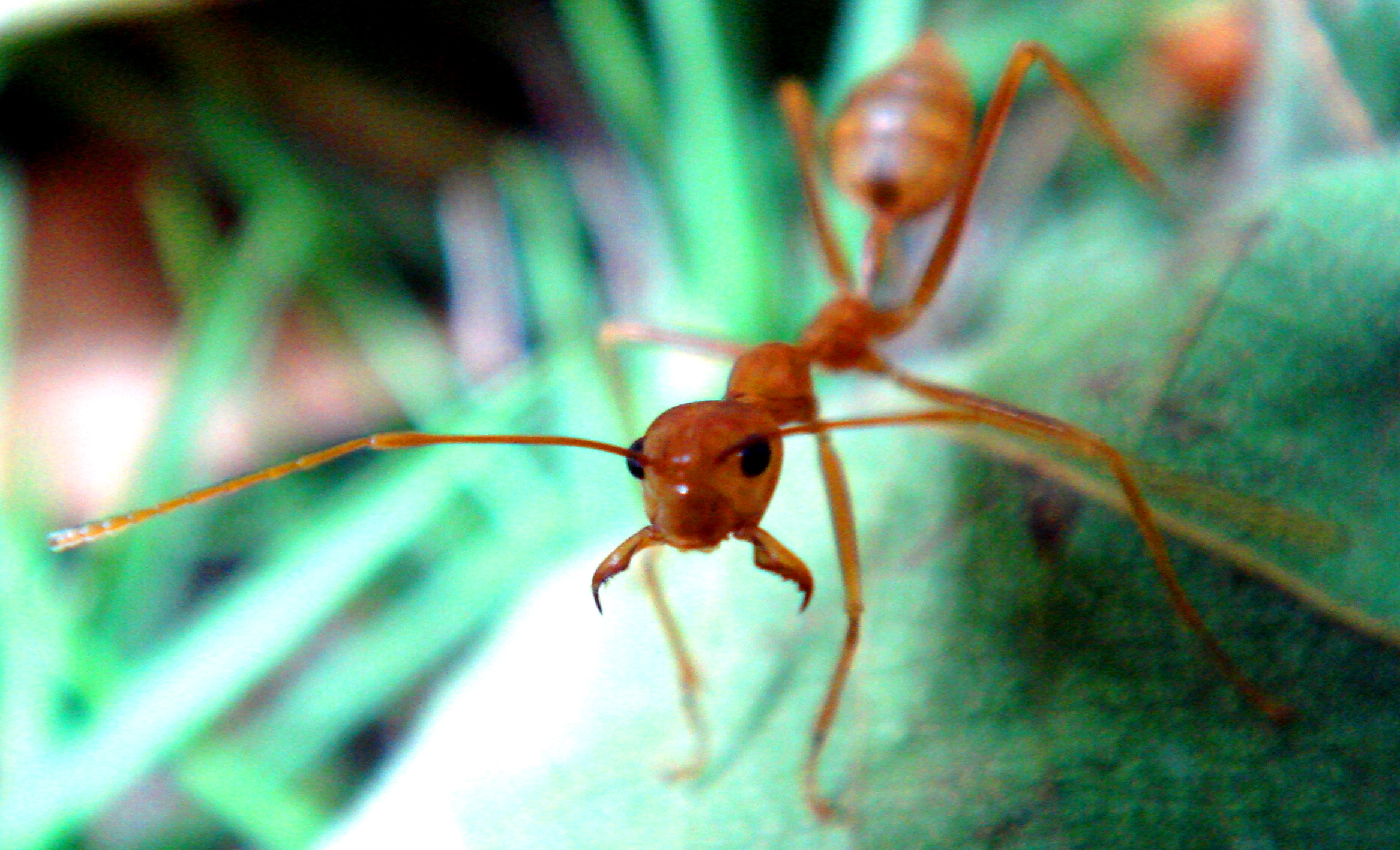
베짜기개미가 큰턱을 벌리고 싸움 자세를 취하고 있다.

개미는 물거나 찌르거나 개미산같은 화학 물질을 쏘거나 뿌리는 식으로 공격하거나 방어한다. 중앙아메리카 혹은 남아메리카에 있는 총알개미(Paraponera)는 사람에겐 보통 치명적이지 않으나 곤충 중에 가장 고통스러운 침을 가지고 있다고 한다. 이 침은 슈미트 침 고통 지수(Schmidt Sting Pain Index)에서 1위를 차지한다. 미르메키아 필로술라(Myrmecia pilosula)의 침은 가장 치명적일 수 있는데, 사독혈청(antivenin)이 발달하였다. 붉은불개미는 피페리딘 알칼로이드가 있는 독주머니로 유명하다. 불개미의 침은 아프며, 과민한 사람에겐 위험할 수 있다.
덫개미(Odontomachus bauri)는 집게턱이 있어서 포식 동물 중 가장 빠르게 물 수 있다. 덫개미에 대한 어느 연구에 따르면, 최고 속도는 시속 126~230 km(78 - 143 mph)로 평균 130 마이크로초 안에 턱을 닫는다. 이 개미는 새총처럼 턱을 써서 침입자를 몰아내거나, 스스로 자신의 몸을 뒤로 던저 위험에서 벗어난다. 부딪치기 전에 이 개미는 체내 메커니즘에 따라 턱을 매우 넓게 벌리고 그 자세로 자신을 고정시킨다. 에너지는 두꺼운 근육에 저장되며, 턱 안쪽에 감각털에 자극을 주면 폭발적으로 힘이 방출된다. 또 턱으로 다른 일을 할 때 느리고 섬세한 동작도 할 수 있다. 집게턱은 아노케투스(Anochetus), 오렉토그나투스(Orectognathus), 스트루미게니스(Strumigenys)종이나, 수렴 진화의 사례로 보이는 다케티니(Dacetini)족 일부에게서도 찾아 볼 수 있다.

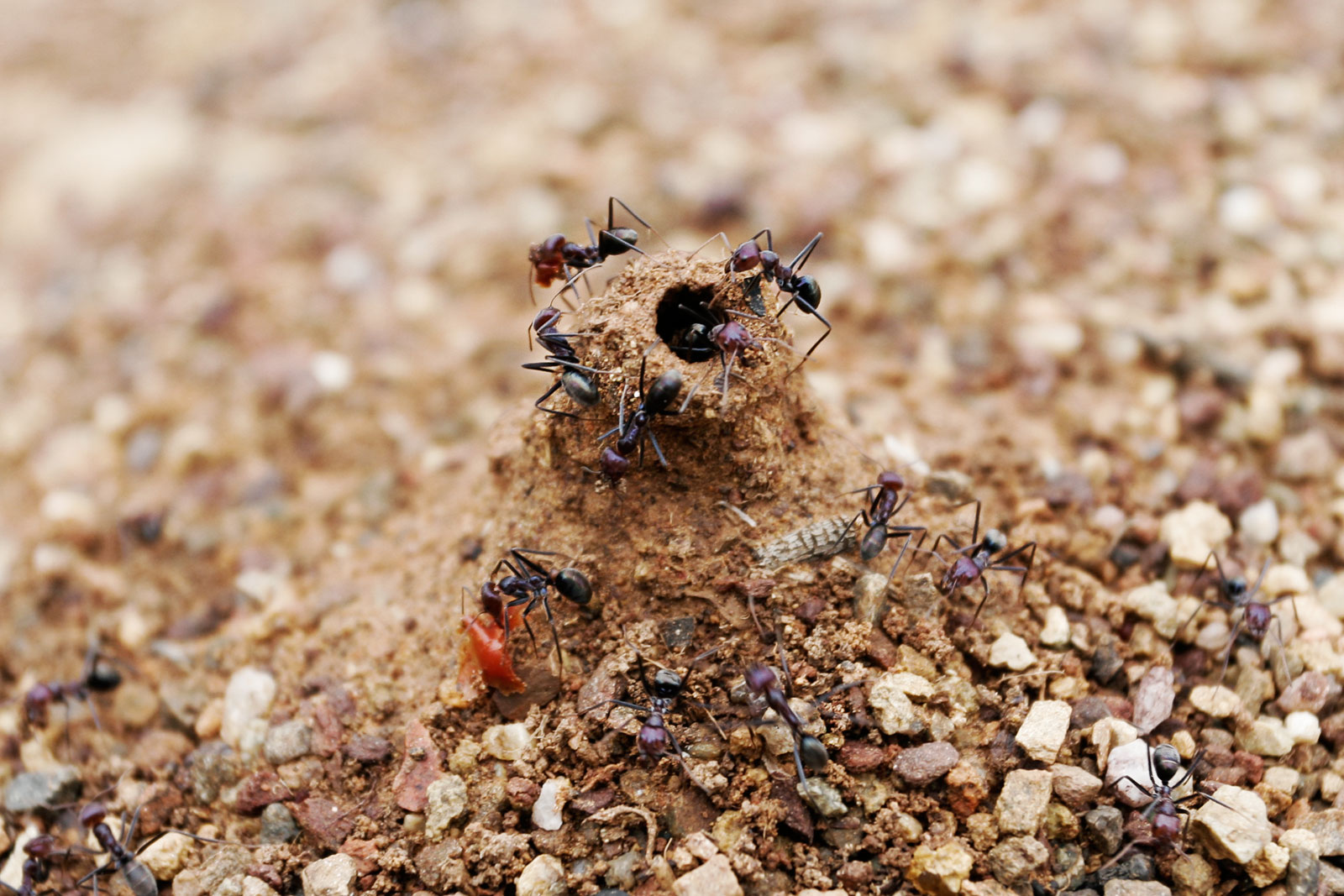
개미는 비가 와서 개미집에 물이 들어오는 것을 막기 위해 개미 구멍을 높게 만든다.

포식자에게 방어하는 것과 더불어 개미는 병원균에 자신의 군체를 보호할 필요도 있다. 그래서 어떤 일개미는 군체를 깨끗하게 유지하는 일을 맡으며, 이들이 하는 일 가운데는 시체 처리(necrophory)도 있다. 올레산은 죽은 개미를 알리는 합성 물질로, 아타 멕시카나(Atta mexicana)는 올레산으로 시체를 처리한다.
개미집은 범람이나, 또는 개미집의 정교한 건축 때문에 발생하는 과열 등 물리적 위협에서도 보호받아야 한다. 빈 나무 속에 사는 카타울라쿠스 무티쿠스(Cataulacus muticus)는 개미집에 물을 부으면 즉각 반응하여 물을 밖으로 빼낸다.

### 학습
여러 동물은 모방을 통해 행동을 배울 수 있지만, 개미는 포유류 외에 서로 가르쳐주는 행동을 찾아 볼 수 있는 유일한 종일 것이다. 템노토락스 알비펜니스(Temnothorax albipennis)의 경우, 아는 것이 많은 '척후'개미는 미숙한 동료를 데리고 천천히 세로로 나란히 가며(병렬주행) 새로 발견한 먹이감이 있는 곳으로 이끈다. 따라오는 개미는 이러한 '인도자 선생'의 교육 덕분에 지식을 얻게 된다. 따라가는 개미가 꾸물거리면 안내자도 속도를 늦추며 뒤쪽 개미가 다시 따라붙으면 다시 빨리 이동할만큼 인도자 개미와 따라가는 개미 모두 매우 사려깊다.
케라파키스 비로이(Cerapachys biroi) 군체에 행한 통제된 실험에 따르면, 각 개미는 자신의 이전 경험에 따라 각자 개미집에서 역할을 선택함을 시사하고 있다. 실험에서 일개미 한 세대를 두 집단으로 분리하고, 이들이 찾아 얻을 수 있는 먹이는 통제했다. 한 집단은 계속 먹이를 얻었으나, 다른 집단은 확실히 그렇지 못했다. 그 결과 먹이를 얻은 집단은 먹이 찾기를 더욱 시도한데 반해, 그렇지 못한 집단은 위험을 감수하기를 더 주저하게 되었다. 한 달 뒤 먹이를 찾은 집단의 척후 개미는 계속 자신의 역할을 맡은 반면, 다른 개미는 알을 돌보는 일을 전문으로 맡게 되었다.

### 개미집 건설

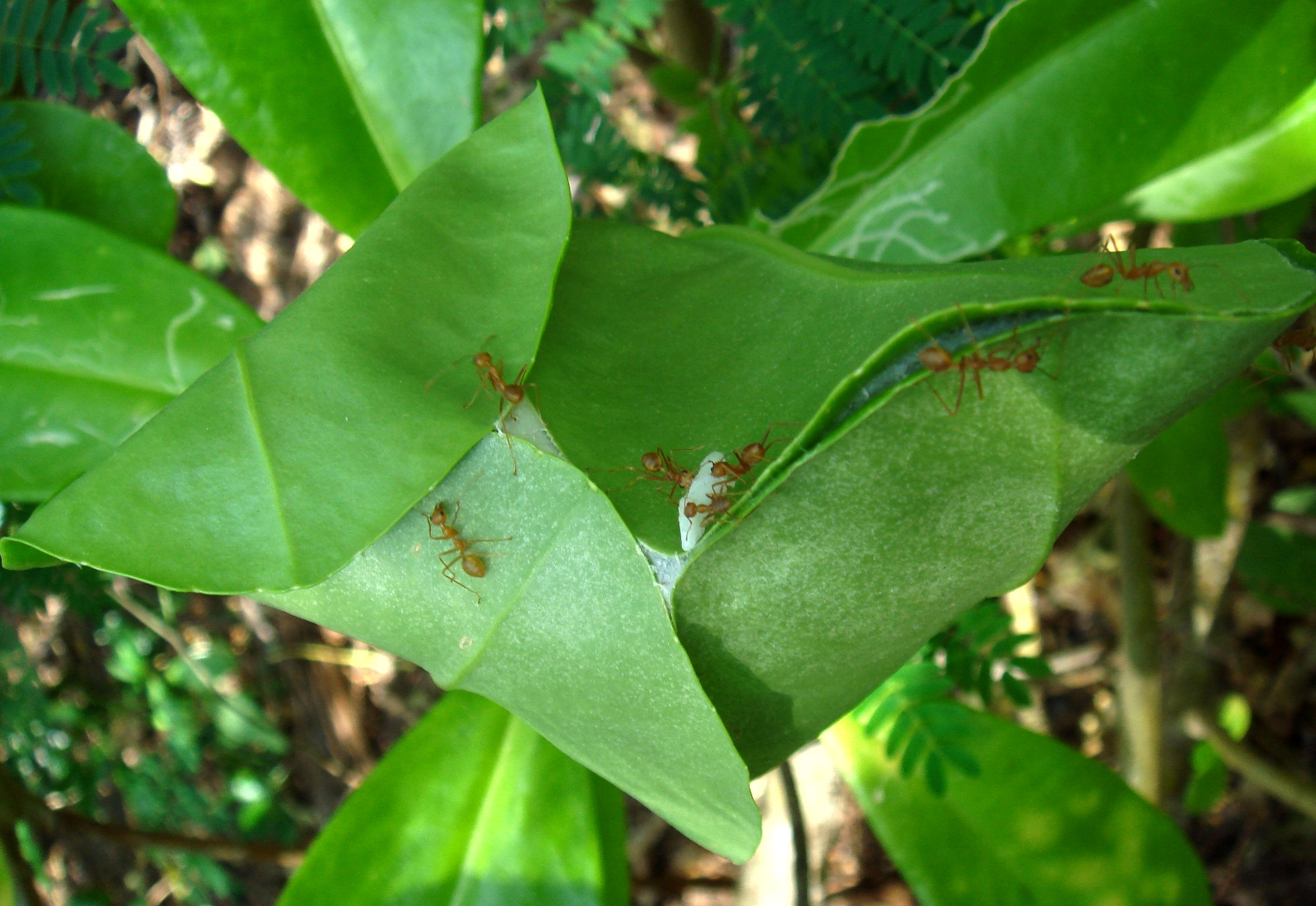
필리핀 파말리칸의 베짜기개미의 잎으로 만든 개미집.

수많은 개미들이 복잡한 개미집을 건설한다. 그러나 방랑 생활을 하며 영속적인 개미집을 짓지 않는 종도 있다. 개미는 지하나 나무에 개미집을 건설한다. 개미집은 땅, 돌이나 나무 밑, 나무 안, 빈 줄기, 심지어 도토리 속에도 있다. 건축 자재로는 흙과 식물이 있으며, 개미는 신중하게 개미집 자리를 정한다. 템노토락스 알비펜니스는 죽은 개미가 있는 자리를 피하는데, 이런 곳에는 질병이 있을지도 모르기 때문이다. 이들은 위협 신호를 받으면 재빨리 지은 집을 버린다.
남아메리카의 군대개미나 아프리카의 장님개미는 영속적인 개미집을 짓지 않으며, 대신 방랑 생활을 하거나 일개미가 자신들의 몸을 서로 얽어매어 야영지를 짓는다.
베짜기개미(Oecophylla종) 일개미는 잎사귀를 이어 나무에 개미집을 짓는다. 일개미들이 서로 몸을 잡아 다리를 만들어서 잎을 잡아 당기고, 그런 다음 애벌레를 가져와 잎사귀 사이로 왔다갔다 명주실을 뽑아 연결한다. 폴리라키스(Polyrhachis)의 일부 종도 비슷한 건설 방식으로 집을 짓는다.

### 식량 재배

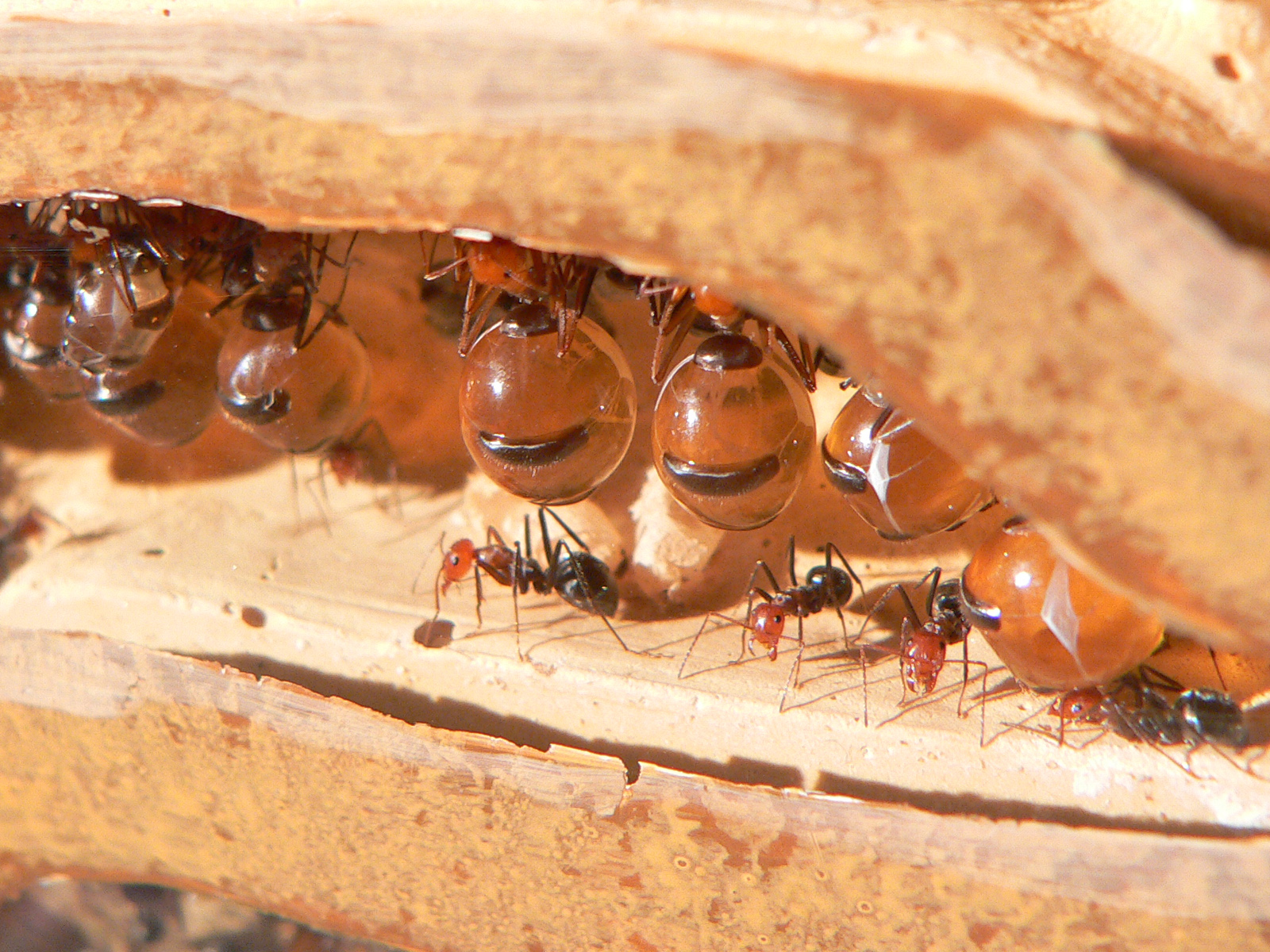
미르메코키스투스(Myrmecocystus) 개미는 군체의 식량 부족에 대비하여 식량을 저장한다.

대부분의 개미는 잡식 포식자이자 죽은 생물을 처리하며, 간접적인 초식 동물이다. 그러나 그 밖에 특별한 영양 공급 방법을 발전시킨 개미도 있다. 잎꾼개미(아타속(Atta)과 아크로미르멕스속(Acromyrmex))은 자기네 개미집 안에서만 버섯을 재배한다. 이들은 계속 잎을 모아 자신의 군체로 가져와서 작은 조각으로 자르고 버섯 농장에 놓는다. 일개미는 크기에 따라 전문 직종을 나눈다. 가장 큰 개미는 줄기를 자르고, 더 작은 일개미는 잎을 씹으며, 가장 작은 개미는 버섯을 돌본다. 가위개미는 다른 식물에 버섯이 어떻게 반응하는지 알 정도로 섬세한데, 분명 버섯에서 나는 화학 신호를 감지하는 것이다. 혹 어떤 종류의 잎이 버섯에 독성이 있으면, 군체는 이런 잎은 모으지 않는다. 이들 개미는 공길리디아(gongylidia)라는 버섯에서 나온 것으로 먹고 산다. 이 개미 외부 표면에 있는 공생 박테리아는 버섯에 해가 되는 천적 박테리아를 죽인다.

### 이동
척후 개미는 개미집에서 200m까지도 이동하며 보통 냄새로 돌아오는 길을 찾는다. 어떤 개미는 밤에 먹이를 찾으러 다닌다. 뜨겁고 건조한 지역에서 척후 개미는 낮에 탈수로 죽을 위험이 있으므로, 개미집에 돌아가는 능력은 이런 위험을 덜어준다. 낮에 사막개미(Cataglyphis fortis)는 다른 이동 신호와 함께 눈에 보이는 랜드마크를 이용한다. 랜드마크가 없으면 사막 개미와 매우 가까운 종인 사하라 사막개미(Cataglyphis bicolor)는 마치 내부에 보도계(步度計)가 있는 것처럼 자신이 어느 방향으로 몇걸음을 걸었는지 재서 길을 찾는다. 이들은 이런 정보를 수합하여 집으로 돌아가는 지름길을 찾아낸다. 이와 같이 방식으로 집을 찾아가는 것을 경로적분이라 하며, 이는 새와 곤충의 기본적인 길찾기 방법이다.이는 장소기억과 재정위 방식을 사용할 수 없는 환경에서도 사용된다.어떤 개미종은 지자기를 이용할 줄 안다. 개미의 겹눈은 태양에서 비추는 편광(polarised light)을 감지할 수 있는 세포가 있어서 방향을 감지하는 데 쓴다. 개미 편광 감지기는 빛 스펙트럼에서 자외선 부분에 민감하다.

### 개미의 이동

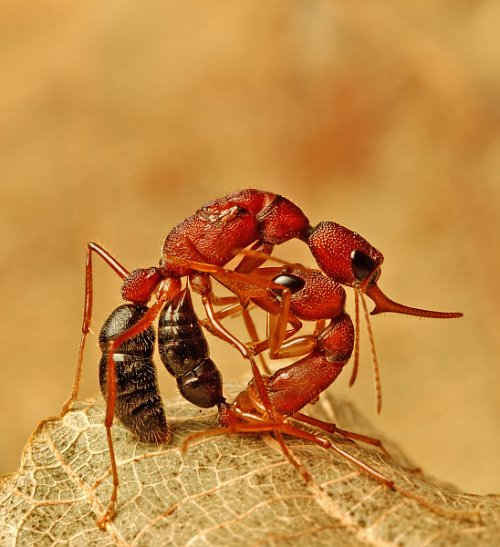
하르페그나토스 살타토르(Harpegnathos saltator, jumping ant).

일개미는 날개가 없으며 생식 능력이 있는 암캐미는 군체를 만들기 위해 결혼 비행을 하고 나면 날개가 떨어진다. 그렇기 때문에 말벌과 같은 개미의 조상과 달리, 개미 대부분은 걸어서 이동한다. 일부 종은 껑충 뛸 수도 있다. 가령 Jerdon's jumping ant(Harpegnathos saltator)는 중간 다리와 뒷다리를 함께 움직여 뛸 수 있다. 밀림개미(Cephalotes atratus) 등 활공할 수 있는 개미 몇몇 종은 나무에 서식하는 개미 대부분 가운데 이런 특성이 흔하다. 뛸 수 있는 개미는 떨어질때 착지 방향을 조절할 수 있다.
물이나 땅 식물 사이를 잇는 사슬을 만들 수 있는 개미도 있다. 어떤 종은 홍수 때 살아남기 위해 뗏목을 만들어 띄우기도 한다. 이런 뗏목으로 개미는 섬에 이동하여 정착할 수 있다. 오스트레일리아의 맹그로브 습지에서 찾아 볼 수 있는 가시개미속의 물개미(Polyrhachis sokolova)는 수영을 할 수 있으며, 물 아래 개미집에서 서식한다. 개미는 아가미가 없으므로, 물 밑에 개미집에 있는 배기 주머니에서 호흡을 한다.

### 협력과 경쟁

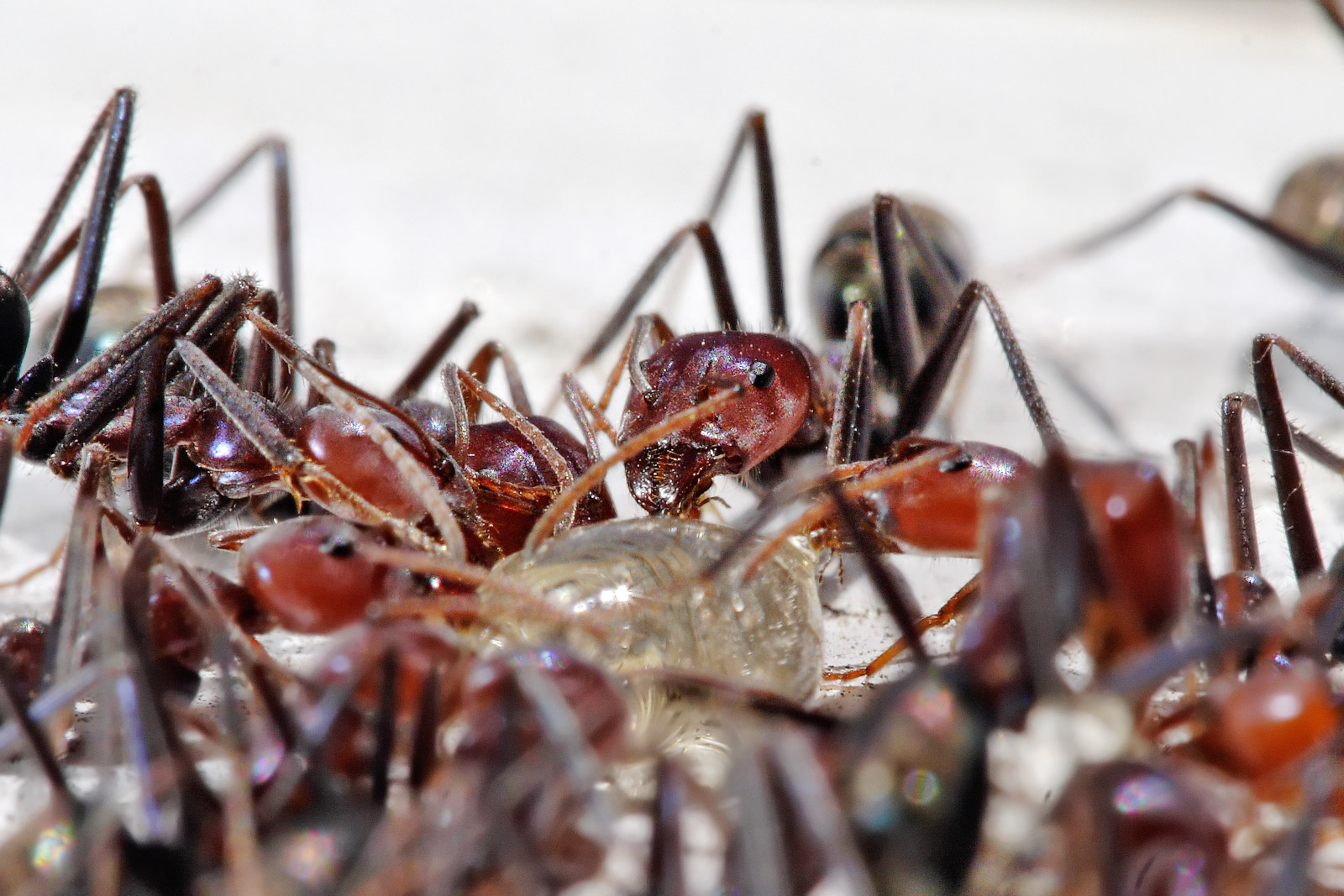
고기개미가 꿀을 먹고 있다. 사회성이 있는 개미는 협력하며 무리지어 먹이를 모은다.

모든 개미가 이런 사회를 이루며 사는 것은 아니다. 오스트레일리아 불독개미는 개미 중에서 가장 크고 원시적인 종에 속한다. 여타 대다수 개미와 마찬가지로 불독개미도 진사회성 종이지만 다른 종에 비해 사회적 행동이 별로 발달하지 않았다. 각 개체는 먹이를 찾을 때 화학 감지가 아닌 큰 눈으로 제각기 사냥을 한다.
어떤 종(Tetramorium caespitum 등)은 이웃 개미 군체를 공격하여 점령하기도 한다. 또 상대 군체를 침략하여 알이나 애벌레를 훔쳐 잡아먹거나 노예로 삼는 종도 있다. 아마존개미 등 노예잡이 개미 중에서 가장 극단적인 종은 스스로 먹이를 구할 줄 모르며 생포한 노예가 있어야 생존할 수 있다. 노예로 잡혀가는 템노토락스(Temnothorax) 일개미는 역(逆) 전략을 발전시켰는데, 자신을 노예로 삼은 프로토모그나투스 아메리카누스(Protomognathus americanus)의 암컷 번데기를 없애고 수컷(나중에 커도 노예 사냥에 나서지 않는)만 살려 둔다.
개미는 냄새로 동족과 같은 군체 동료를 알아보는데, 이 냄새는 탄화수소가 함유된 분비물에서 나는 냄새로, 이 분비물은 개미 몸 표면에 덮여 있다. 만약 개미 개체 하나가 자기 군체와 떨어져 있으면, 결국 군체의 냄새를 잃는다. 군체 특유의 냄새가 없이 들어오는 개미는 무조건 공격당한다.
기생 개미종은 숙주 개미의 군체에 들어와 사회 기생충처럼 행세한다. 스트루미게니스 크세노스(Strumigenys xenos)같은 종은 완전히 기생종이고 일개미가 없으며 대신 숙주 개미인 스트루미게니스 페르플렉사(Strumigenys perplexa)가 모아온 식량에 의존한다. 이런 기생은 여러 개미 종에서 찾아 볼 수 있는데, 기생 개미는 보통 숙주와 밀접하게 연관된 종이다. 기생 개미는 숙주 개미집으로 들어가기 위해 다양한 방법을 쓴다. 기생 여왕개미는 알을 까서 자신만의 군체 냄새를 형성하기 전에 숙주 개미집으로 들어간다. 어떤 종은 페로몬으로 숙주 개미를 혼란시키거나 이들을 속여 기생 여왕개미를 개미집으로 들여보내게끔 한다. 어떤 종은 아예 싸워서 개미집에 들어가기도 한다.

### 다른 생물체와 맺는 관계

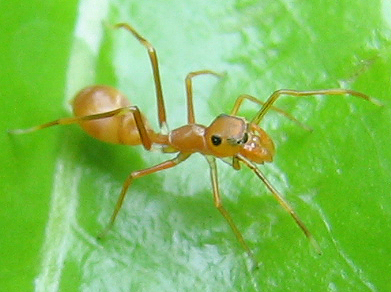
개미거미 미르마라크네 플라탈레오이데스(Myrmarachne plataleoides, 사진은 암컷)은 베짜기개미를 의태하여 포식자를 피한다.

개미는 다른 개미종이나 곤충, 식물, 버섯 등 여러 생물종과 공생 관계를 맺고 있다. 공생 대상 생물은 여러 동물의 먹이감이며, 버섯도 있다. 어떤 절지동물은 개미집에서 얼마간 생활하는데, 개미나 그 알과 애벌레를 먹거나 개미가 모아놓은 먹이를 먹거나, 다른 포식자를 피하기 위한 것이다. 이런 공생 동물은 개미와 외모가 비슷하다. 개미 유사성(myrmecomorphy)은 여러가지가 있는데, 베이츠 의태(Batesian mimicry)의 경우 적의 공격을 받을 위험이 줄어든다. 바스만 의태(Wasmannian mimicry)를 하는 종도 있는데, 이것은 공생 동물과 비슷하게 보이는 것이다.

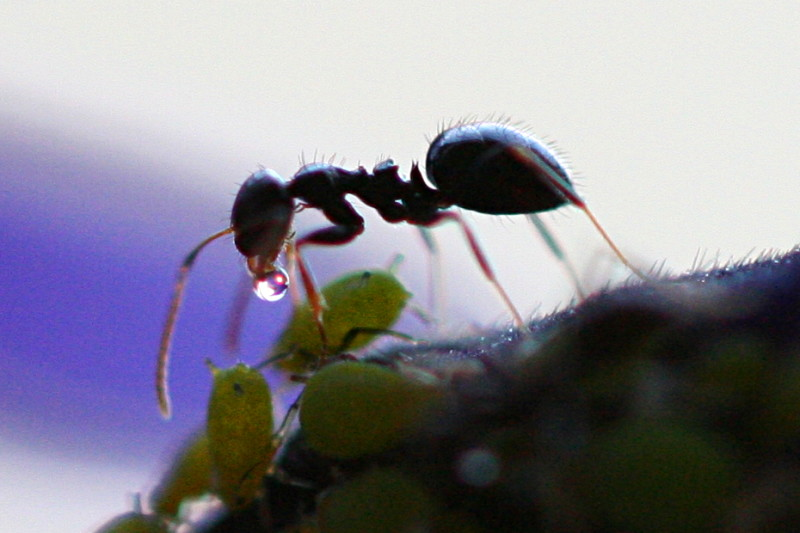
개미가 진디에게서 단물을 모으고 있다.

진디나 매미충, 뿔매미 같은 곤충은 수액을 먹으면 단물을 분비한다. 이런 단물의 당분은 고에너지 식량 자원이라 여러 종의 개미들이 이를 모은다. 어떤 경우 진디는 개미가 더듬이를 가볍게 치면 거기에 반응하면서 단물을 분비하기도 한다. 대신에 개미는 포식자를 막아주며, 목초지로 진디를 옮긴다. 새로운 곳으로 이출(移出)할 경우 계속 단물을 공급받고자 진디도 함께 데려가는 개미 군체가 많다. 개미는 단물을 수확하려고 쥐똥나무벌레도 기른다. 쥐똥나무벌레는 개미의 보호를 받으면 파인애플의 심한 해충이 된다.

진디와 개미.

개미와 친한(Myrmecophile) 부전나비과 유충을 개미가 기르는데, 낮에는 목초지로 이끌어 주고 밤에는 개미집 안으로 데려간다. 유충은 개미가 만져주면 단물을 분비하는 분비샘이 있다. 어떤 유충은 개미에 감지되도록 진동하고 소리를 내기도 한다. 또 어떤 유충은 개미와 친한 성질에서 개미를 잡아 먹는 성질(myrmecophagous)로 진화하기도 하는데, 이런 유충은 자신을 개미의 애벌레처럼 대해주도록 하는 페로몬을 개미에게 분비한다. 개미가 이런 유충을 개미집으로 데려다주면, 거기서 개미 애벌레를 잡아먹는다.
잎꾼개미 등 버섯을 키우는 개미(tribe Attini)는 주름버섯과(Agaricaceae)의 레우코아가리쿠스속(Leucoagaricus)이나 레우코코프리누스속(Leucocoprinus)의 버섯종을 재배한다. 개미와 버섯의 공생으로 두 종은 생존을 위해 서로를 의존한다. 알로메루스 데케마르티쿨라투스(Allomerus decemarticulatus) 개미는 숙주 식물 히르텔라 피소포라(Hirtella physophora, Chrysobalanaceae과)와 먹이 곤충을 잡는 데 쓰는 끈끈한 버섯과 더불어 3자간 관계를 맺게 진화하였다.
레몬개미는 침으로 주위 식물을 죽이고 레몬개미나무(Duroia hirsuta) 조각을 놓는다. 이렇게 숲을 변화시켜 개미는 이 나무 줄기에서 더 많은 개미집 터를 확보한다. 어떤 나무는 개미의 먹이가 되는 당액분비선(extrafloral nectaries)이 있어서 덕분에 초식 곤충의 공격으로부터  받는다. 중앙 아메리카의 쇠뿔아카시아나무(Acacia cornigera)같은 나무는 속이 빈 가시나무로프세우도미르멕스속의 개미(Pseudomyrmex ferruginea) 군체의 집이 되어 이들 덕분에 다른 곤충이 나무에 해를 끼치거나 포유류가 잎을 뜯어먹거나 착생 덩굴이 자라는 것을 막아준다. 동위원소 표지법(Isotopic labelling) 연구에 따르면 이런 식물은 공생 개미에서 질소도 얻는다고 한다. 보호의 대가로 개미는 단백질이 풍부한 벨트체(Beltian body)에서 먹이를 얻는다. 이러한 생태 공생의 다른 사례로는 마카랑가 나무(Macaranga)에도 있는데, 그 줄기는 꼬리치레개미(Crematogaster)의 집으로 적합하게 되어있다.
여러 열대 수종의 씨는 개미가 퍼뜨려 준다. 개미의 씨앗 퍼뜨리기(myrmecochory)는 아프리카와 오스트레일리아에서 특히 광범위하게 이루어진다. 불에 타기 쉬운 초지의 어떤 식물은 생존과 씨앗 퍼뜨리기를 위해 특히 개미에 의존한다. 개미가 퍼뜨리는 여러 씨앗은 바깥에 특별한 부속체(지방체, elaiosome)이 있어 개미의 먹이가 된다. 의태의 형태로 보이는 수렴진화는 대벌레의 알에서도 나타난다. 대벌레는 지방체와 비슷한 기관이 있어 개미가 대벌레를 개미집으로 옮겨주면 거기서 알을 깐다.

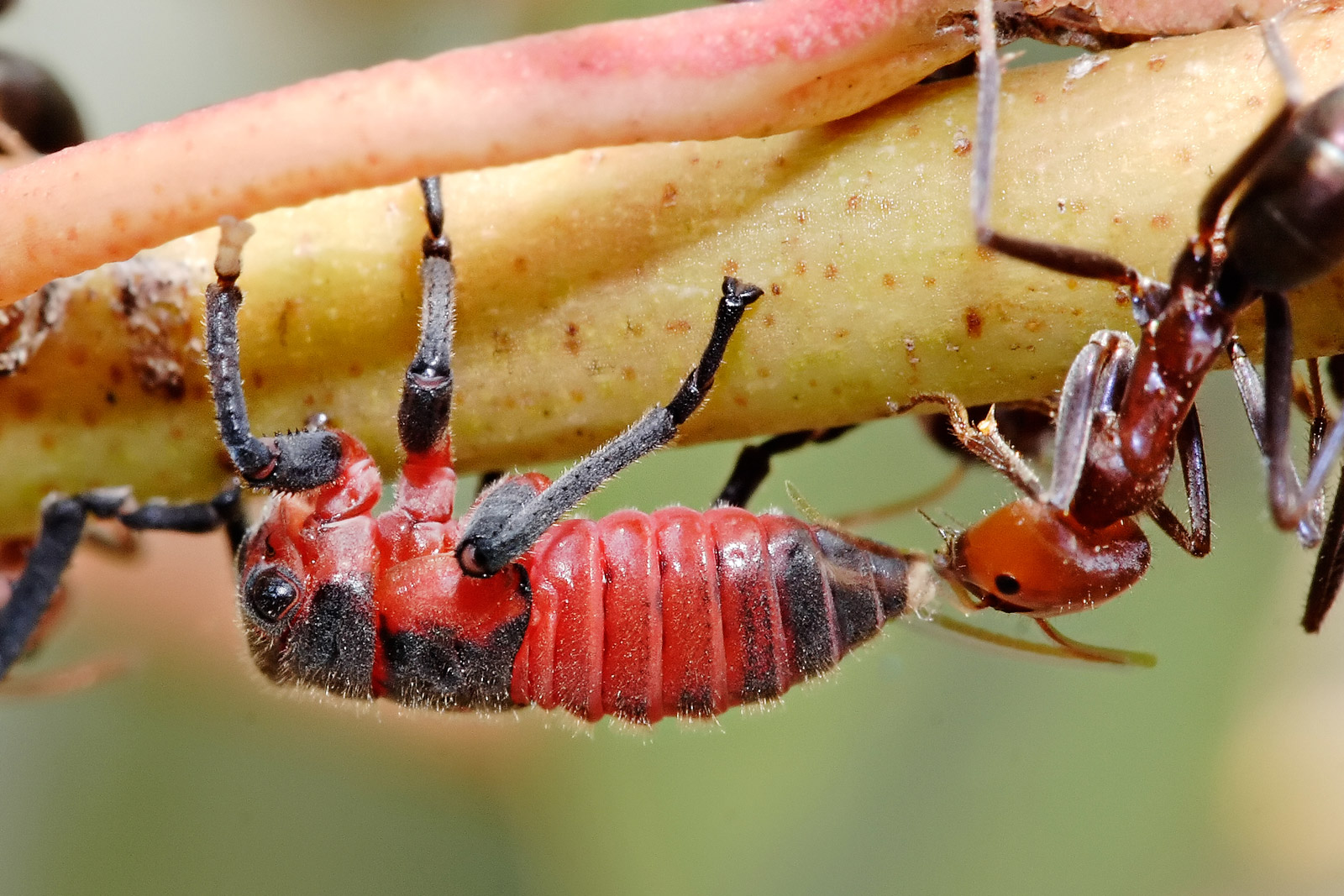
고기개미가 매미충 애벌레를 돌보고 있다.

개미는 다른 개미종 등 여러 사회성 곤충에게서 먹이를 얻거나 잡아먹는다. 어떤 종은 흰개미(Megaponera와 Termitopone)를 잡아먹으며, 일부 배잘록침개미아과(Cerapachyinae)는 다른 개미를 잡아먹는다. 어떤 흰개미는 특정 개미종과 관계를 맺어 다른 포식성 개미를 막기도 한다. 열대지역의 말벌 미스코키타루스 드레우세니(Mischocyttarus drewseni)는 개미가 싫어하는 화학물질로 둥지의 꽃자루(pedicel)를 덮는다. 여러 열대지역 말벌은 나무에 둥지를 짓고 이런 물질로 개미의 침입을 막는다고 한다. 침이 없는 벌(Trigona와 Melipona)은 개미에 화학 물질로 방어를 한다.
구세계대륙의 검정파리과(Calliphoridae)의 벵글리아속(Benglia) 파리는 개미를 잡아 먹으며, 성충 개미의 턱에 알을 낳는 절취기생생물(kleptoparasite)이다. 날개와 다리가 없는 말레이시아 포리드 파리(phoride fly, Vestigipoda myrmolarvoidea) 암컷은 아이닉투스속(Aenictus) 개미의 집에 살면서 그곳 개미의 돌봄을 받는다.
동충하초(Cordyceps)는 개미를 감염시켜 개미가 식물 위에 올라가 식물 세포에 턱을 파묻게 만든다. 동충하초는 개미를 죽이고 그 사체에서 자라서 자실체(fruiting body)를 만든다. 동충하초는 개미의 행동을 변화시켜 자신의 포자를 퍼뜨리는 것 같다. 부채벌레목(Strepsiptera) 기생 곤충은 숙주 개미를 조종하여 풀 줄기에 올라가게 하여 자신이 짝을 찾는 데 이용한다. 선충(Myrmeconema neotropicum)은 밀림개미(Cephalotes atratus)를 감염시켜 검은색 배를 빨갛게 만든다. 이 기생 곤충도 개미의 행동을 변화시켜 자신의 배를 높이 들게 한다. 눈에 띄는 이 붉은 배때문에 새가 Hyeronima alchorneoides 와 같은 식물의 익은 열매로 오인하여 잡아먹게 된다. 그런 다음 새의 배설물을 다른 개미가 모아 어린 개미에 먹여서 선충이 더 널리 퍼지게끔 한다.
남아메리카의 덴드로바테스속(Dendrobates)의 독화살개구리(poison dart frog)는 주로 개미를 잡아먹는데, 독화살개구리 피부의 독소는 개미에서 나오는 것일 수도 있다. 몇몇 남아메리카 개미새(antbird)는 군대개미를 따라다니며 먹이를 찾는 개미 때문에 숨어있다가 나온 벌레를 잡아먹는다. 이런 행동은 한때 상리 공생으로 여겨졌으나, 나중에 연구로 보니 개미의 먹잇감을 뺏는 절취기생으로 판명되었다. 새는 앤팅(Anting)이라는 특유의 행동을 하는데 그 의미는 아직 확실히 밝혀지지 않았다. 앤팅이란, 새가 개미집에 앉아 개미를 줍거나 자신의 날개와 깃털에 놓아서 체외 기생충(ectoparasite)을 제거하는 것이다. 오스트레일리아의 개미핥기나 천산갑같은 몇몇 유대류 동물은 개미를 먹고 살게끔 특별히 진화하였다. 이러한 적응의 결과로는 개미를 잡도록 길고 끈적한 혀나 개미집을 부수게끔 강한 발톱이 발달하는 등이 있다. 큰곰도 개미를 잡아먹는데, 봄, 여름, 가을에 각각 큰곰의 배설물에서 개미 비중이 12%, 16%, 4%를 이룬다.

## 개미와 인간

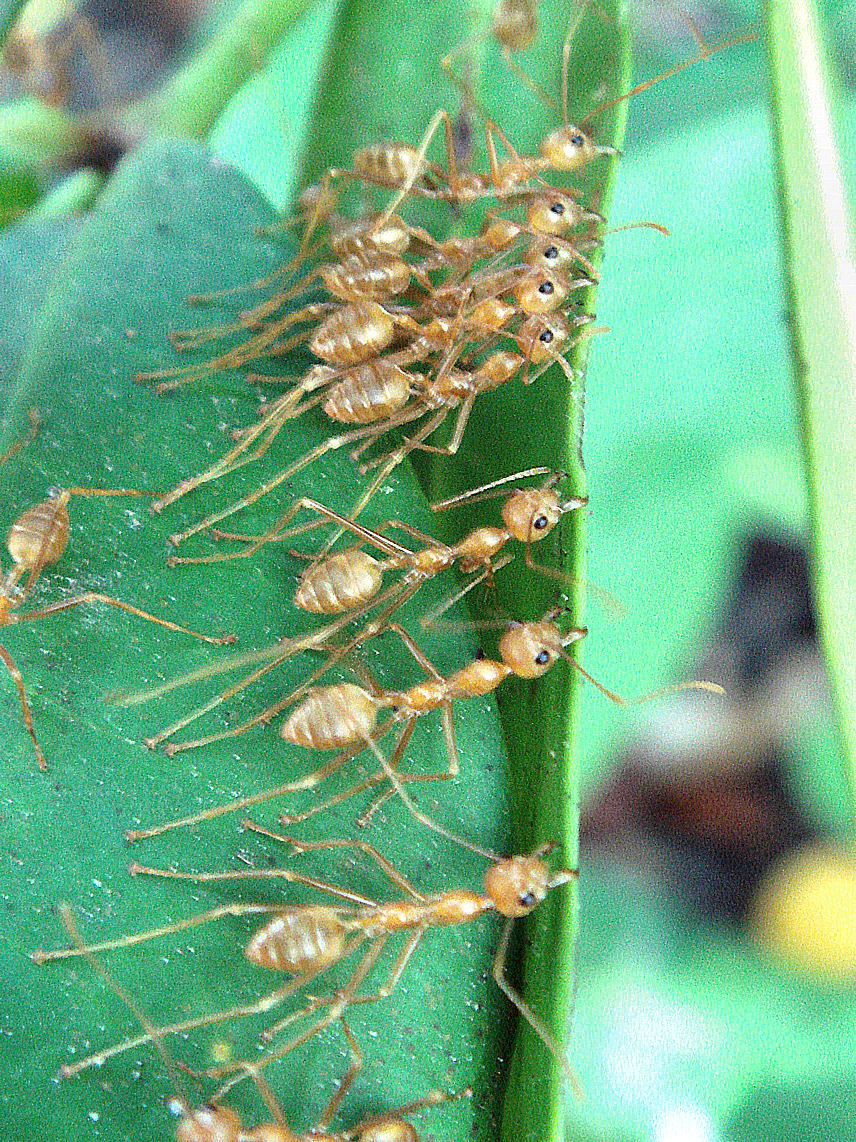
중국 남부에서 베짜기개미는 생물적 방제에 이용된다.

개미는 해충을 억제하고, 토양을 섞어주는 등 인간에게 여러모로 유익한 기능을 한다. 중국 남부에서 감귤류를 재배할 때 베짜기개미를 이용하는데, 이는 옛날부터 쓰였던 생물적 방제의 한 예이다. 그러나 개미는 건물에 침입하거나 여타 경제적 손실을 일으키기도 한다.
세계 일부 지역(주로 아프리카와 남아메리카)에서는 군대개미같은 큰 개미를 봉합 수술에 쓴다. 벌어진 상처 부위를 눌러서 모아 환부 위에 개미들을 놓는 것이다. 개미는 상처의 양쪽 가장자리를 큰턱으로 물어 봉합한다. 그 다음 개미의 몸통을 잘라내어 머리와 큰턱이 닫힌 상처 부위에 남겨놓는다.
침개미아과의 어떤 개미는 독액이 있어 의학에서 중요하게 쓰인다. 이런 종으로는 남아메리카의 총알개미(Paraponera clavata)와 디노포네라속(Dinoponera)과 오스트레일리아의 불독개미(Myrmecia)가 있다.
남아프리카 공화국에서 차에 쓰는 루이보스 수확에 개미를 이용한다. 이 식물은 씨앗을 널리 퍼뜨리기 때문에 손으로 수확하기가 힘들다. 검은 개미(black ant)는 개미집으로 이 씨앗과 다른 씨앗을 모으는데, 여기서 사람이 한번에 루이보스를 찾을 수 있다. 덕분에 한 번에 씨앗 200g를 얻을 수도 있다.

### 식재료

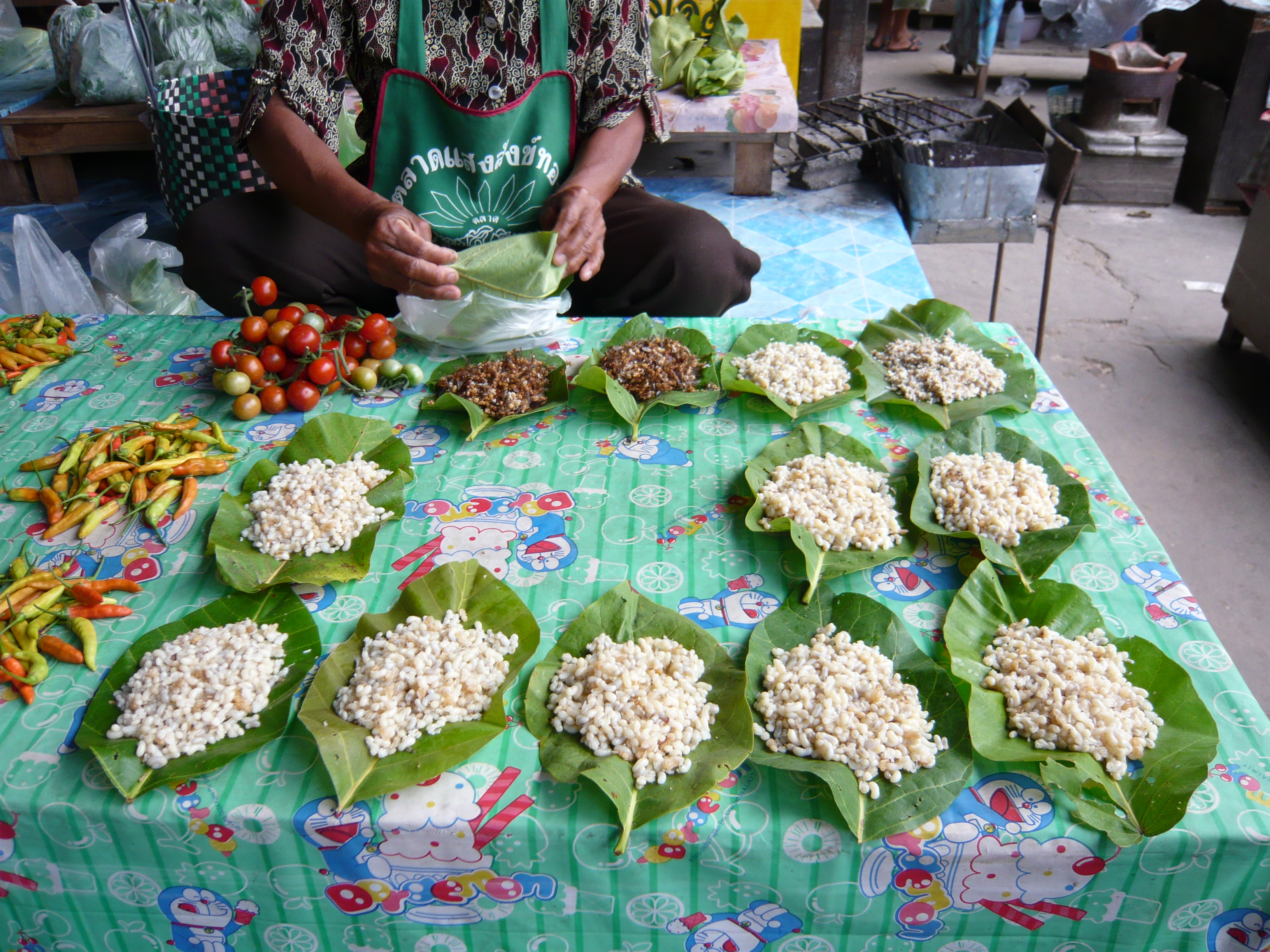
타이 이싼에서 팔리고 있는 개미 애벌레.

세계 각지에서는 개미와 개미의 애벌레를 먹는다. 에스카몰레스(escamoles)라는 멕시코 음식에서는 두 종의 개미 알을 주 재료로 쓴다. 이런 것은 '곤충 캐비아'의 한 형태로, 계절 음식인데다 찾기 힘들어 미국 달러로 1파운드당 40$(kg당 90$)로 팔리기도 한다. 콜롬비아의 산탄데르 주에서는 '오르미가스 쿨로나스'라 하여 죽은(꿀단지개미)를 디저트로 먹는다.
인도의 일부 지역과 버마 및 타이에서는 꿀단지개미를 짓이겨 커리 양념으로 쓰기도 한다. 꿀단지개미는 성충뿐 아니라 알과 애벌레도 타이식 샐러드인 yum(ยำ)에 쓰여 타이 북동부의 이싼 지역에서는 이 음식을 붉은 개미알 샐러드(yum khai mod daeng, ยำไข่มดแดง)라고 한다. 오스트레일리아의 자연 연구가인 사비유-캉(William Saville-Kent)은 "겉모습만으로는 초록이 얼마나 아름다운지 알 수 없다. 초록의 사탕과자처럼 반투명한 매력적인 모습 때문에 인류는 아마 꿀단지개미를 먹어보게 되었으리라."라고 썼다. 레몬을 짜듯 물에 넣고 짓이겨 만드는데, "노스 퀸즐랜드 원주민들은 이 꿀단지개미로 맛있고 신 맛이 나는 음료를 만들어 즐기며 매우 좋아했으며, 이것은 유럽인들 입맛에도 맞는다.".
존 무어(John Muir)의 〈시에라에서 보낸 첫 여름〉(First Summer in the Sierra)에서 그는 캘리포니아의 파이우트 족 사람들이 목수개미(carpenter ant)의 '신맛이 나며 씹히는' 검은 배를 먹었다고 썼다. 멕시코의 토착민도 꿀단지개미(Myrmecocystus)의 일개미를 모아서 먹었다고 한다.

### 해충

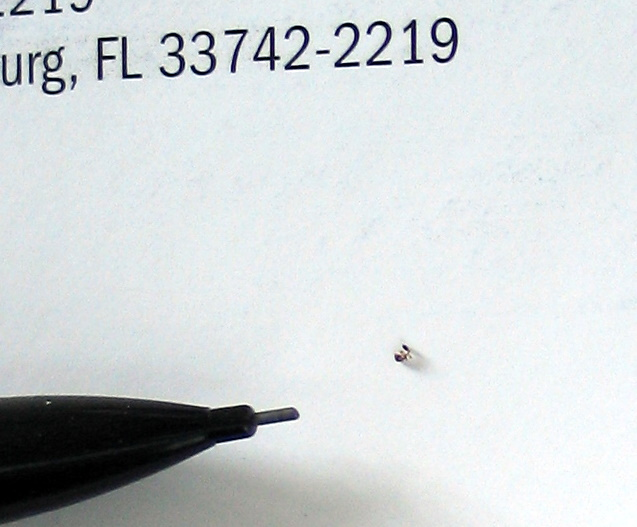
작은 애집개미는 병원과 사무실 건물의 주요 해충이다. 애집개미는 서류 사이에 개미집을 지을 수도 있다.

어떤 개미종은 해충이기도 하다. 개미 군체의 적응 능력 때문에 완전히 소탕하기는 거의 불가능하다. 그리하여 해충 조절은 개미 군체를 제거하는 게 아니라 지역 주민들을 통제하는 문제가 돼버렸으며, 이런 시도는 대개 임시변통에 불과했다.
전세계적으로 해충으로 분류되는 개미로는 도로개미(Tetramorium caespitum. 주름개미속의 일종) 노랑미친개미(Anoplolepis gracilipes), 설탕개미(Camponotus consobrinus. 왕개미의 일종), 애집개미(Monomorium pharaonis), 목수개미, 아르헨티나 개미(Linepithema humile), 코코넛개미(Tapinoma sessile), 붉은불개미(Solenopsis invicta. 열마디개미의 일종), 유럽불개미(Myrmica rubra. 이름과는 달리 뿔개미의 일종)가 있다.
사람들은 개미의 개체 수를 조절하기 위해 과립이나 액체로 된 살충 미끼를 쓰기도 한다. 살충 미끼를 개미가 먹이로 알고 모아서 개미집에 가져가면, 영양교환(trophallaxis)를 통해 다른 군체 구성원에게 퍼져나간다. 인간에게는 상대적으로 안전한 붕산과 붕사도 살충제로 쓴다. 살충 미끼는 불개미처럼 넓은 지역을 장악하는 종을 조절하려고 널리 살포하기도 한다. 불개미의 개미집을 파괴하는 방법에는 냄새 길을 따라 개미집을 찾아내어 끓는 물을 부어 여왕개미를 죽이는 방법이 있다. 이 방법으로 개미집의 약 60%를 파괴할 수 있으며 각 개미집마다 14리터의 물이 필요하다.

### 과학 기술
개미학자는 실험실이나 자연에서 개미를 연구한다. 개미는 복잡하고 다양한 사회 구조 때문에 훌륭한 모델 생물이다. 1881년 존 러벅 경이 개미를 찾을 때 최초로 자외선광을 이용했다. 개미 연구는 생태학과 사회생물학에서 가설을 검증받으며, 특히 종족 선택(kin selection)과 진화안정이론(evolutionarily stable strategies)를 검증하는 데 중요하다. 개미 군체를 개미곽(formicarium) 안에서 기르거나 실험하기도 한다. 각 개미에 색깔을 표시하여 연구하기도 한다.
컴퓨터 과학과 로봇 공학에서는 분산 및 고장방지 문제 해결 시스템을 도출하기 위해 개미 군체에 쓰는 성공적인 연구 기법을 연구하였다. 이러한 생체공학 분야에서는 개미의 이동, "먹이를 찾기 위한 길"을 이용한 검색 엔진, 고장 방지 저장과 네트워크 알고리즘 등을 연구하게 되었다.

### 문화

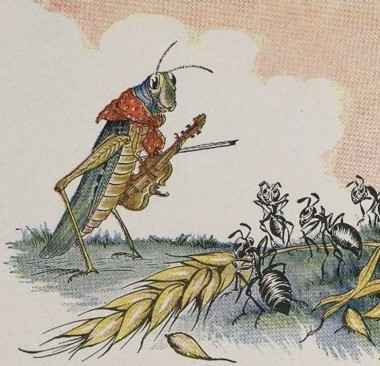
아이소포스 우화에 나오는 개미. 밀로 윈터의 그림.

동화나 우화에서 개미는 대개 부지런하고 협동적인 성격으로 묘사된다. 종교 문헌에서도 개미가 등장한다. 성서의 잠언을 보면 개미는 노동과 협력의 좋은 예로 사람에게 제시하고 있으며, 지혜로운 동물로도 제시되고 있다. 아이소포스도 우화 "개미와 메뚜기"에서 같은 메시지를 전한다. 꾸란에서는 술라이만(솔로몬, 아랍어:سليمان)은 자신과 군대가 갑자기 패배할 것을 피하기 위해 집으로 돌아오라고 경고하는 다른 개미의 말을 개미로부터 전해들었다고 한다. 아프리카 일부 지역에서 개미는 신의 사자로 여겨진다. 개미가 무는 데는 치유력이 있다고 믿기도 한다. 프세우도미르멕스속(Pseudomyrmex)의 일부 종이 가진 침은 발열을 진정시킨다고 믿기도 한다. 호피 족 등 어떤 미국 원주민 신화에서는 개미가 최초의 동물이었다고 한다. 또 성인식 통과의례에서 참을성을 시험하고자 개미에게 물리게 하는 경우도 있다.
인간은 언제나 개미 사회에 매혹되었으며, 익살스럽게 혹은 진지하게 개미에 대해 글을 남겼다. 마크 트웨인은 《도보여행기》에서 개미에 대해 쓴 바 있다. 어떤 현대 작가는 개미의 사례를 들어 사회와 인간의 관계를 논하기도 했다. 로버트 프로스트의 시 "분업정신(Departmental)"이나 T.H 와이트의 환상동화 《과거와 미래의 왕》(The Once and Future King)가 그 예이다. 프랑스의 곤충학자이자 소설가 베르나르 베르베르는 소설 《개미》에서 개미와 인간의 이야기로 줄거리를 풀어나가고 있으며, 현대의 과학 지식을 이용해 개미와 그 행위를 묘사했다. 최근에는 《개미》, 《벅스 라이프》등 만화영화나 3D 영화가 나왔으며, 마블 코믹스의《앤트맨》과 같은 만화책도 나왔다. <앤트맨>은 2015년 영화로 리메이크되어 개봉되었고, 보다 사실적인 개미의 모습을 부여주었다.
1950년대 후반부터 1970년대 말까지 앤트하우스(ant farms)는 미국에서 인기있는 교육용 장난감이었다. 나중에는 흙 대신 투명 겔(gel)로 더 잘 보이게 나온 앤트하우스도 나왔다. 이 제품은 대한민국에서도 판매되었으며, 교육용 개미 사육의 의의를 두었다. 1990년대 초 개미 군체를 경영하는 비디오 게임 '심앤트'가 나와 1992년 "최고의 시뮬레이션 프로그램"으로 코디 상(Codie awards)를 수상했다".
개미는 공상과학물에 등장하는 생물에도 영향을 주었는데 앤더의 게임, 스타쉽 트루퍼스, 뎀(Them! 1954년작), 제4의 종말(Phase IV, 1974년작)에 개미가 나온다. 마스터 오브 오리온이나 데드록 2(Deadlock II: Shrine Wars), 개미등킹욱전략 게임에서도 관련 예가 있다.

## 천적
개미의 천적으로는 개미귀신이 있다. 명주잠자리의 애벌레인 개미귀신은 모래에 개미지옥이라고 불리는 고깔모양의 함정을 짓고 개미가 오기를 기다린다. 기다림끝에 함정에 빠진 개미는 달아나려고 하지만, 빠져 나가지 못하고 개미귀신에게 체액을 빨린다. 그외 곤충의 체액을 빨아먹는 육식성 동물들인 길앞잡이, 거미, 소금쟁이, 여치 등도 개미의 천적이다. 그 밖에도 아메리카에 서식하고 있는 개미핥기도 최대의 천적으로 분류된다.

## 개미를 소재로 한 작품
- 앤트맨
- 개미들의 행진
- 개미 (1998년 애니메이션 영화)

## 같이 보기
- 한반도 개미의 종류
- 개미 군체
- 개미사육장
- 개미 사육
- 노예사냥개미

## 관련 서적
- 최재천, 《개미제국의 발견》, 사이언스북스, 1999[137]
- 베르트 휠도블러, 에드워드 윌슨, 《개미 세계 여행》, 이병훈 옮김, 범양사, 2007[138]
- 베르나르 베르베르, 《개미》